# Az Orosz Olimpiai Bizottság versenyzői a 2022. évi téli olimpiai játékokon
Az Orosz Olimpiai Bizottság versenyzői a Pekingben, Kínában megrendezett 2022. évi téli olimpiai játékok egyik részt vevő nemzete volt. Az olimpián 15 sportágban 212 sportoló vett részt, akik összesen 32 érmet szereztek.
A Doppingellenes Világszervezet 2019-ben négy évre eltiltotta Oroszországot államilag támogatott dopping és a moszkvai doppingellenőrző laborban történt visszaélések miatt. Ez alapján a Nemzetközi Sportdöntőbíróság jóváhagyta az ország eltiltását. Ennek értelmében az orosz sportolók nem vehettek részt az olimpiai játékokon Oroszország színeiben, és az orosz himnuszt sem lehetett lejátszani. Az orosz versenyzők ezért a játékokon az Orosz Olimpiai Bizottság angol rövidítését (ROC) használták, egyedi zászlóval. A himnusz helyett Pjotr Iljics Csajkovszkij b-moll zongoraversenyének egy részlete csendülhetett fel.

## Érmesek
| Érem  | Versenyző | Sportág                    | Versenyszám                 |
| ----- | --- | -------------------------- | --------------------------- |
| Arany | Anna Scserbakova | Műkorcsolya                | Női egyéni                  |
| Arany | Alekszandr Galljamov Nyikita Kacalapov Mark Kondratyjuk Anasztaszija Misina Viktorija Szinyicina Kamila Valijeva | Műkorcsolya                | Csapatverseny               |
| Arany | Alekszandr Bolsunov | Sífutás                    | Férfi 30 km                 |
| Arany | Alekszandr Bolsunov | Sífutás                    | Férfi 50 km                 |
| Arany | Alekszandr Bolsunov Alekszej Cservotkin Alekszandr Bolsunov Gyenyisz Szpicov Szergej Usztyjugov | Sífutás                    | Férfi 4 × 10 km váltó       |
| Arany | Natalja Nyeprjajeva Tatyjana Szorina Veronyika Sztyepanova Julija Sztupak | Sífutás                    | Női 4 × 5 km váltó          |
| Ezüst | Irina Kazakevics Krisztyina Rezcova Szvetlana Mironova Uljana Nyigmatullina | Biatlon                    | Női 4 × 6 km váltó          |
| Ezüst | Danyiil Aldoskin Szergej Trofimov Ruszlan Zaharov | Gyorskorcsolya             | Férfi csapatverseny         |
| Ezüst | Nemzeti válogatott Szergej Vlagyimirovics Andronov Tyimur Biljalov Andrej Csibiszov Ivan Fedotov Sztanyiszlav Galijev Mihail Grigorenko Arszenyij Gricjuk Nyikita Guszev Jegor Jakovlev Alekszandr Jeleszin Pavel Karnauhov Artur Kajumov Artyjom Minulin Nyikita Nyesztyerov Alekszandr Nyikisin Szergej Plotnyikov Damir Saripzjanov Vagyim Sipacsov Alekszander Szamonov Kirill Szemjonov Anton Szlepisev Vlagyimir Tkacsov Ivan Tyelegin Vjacseszlav Vojnov Dmitrij Voronkov | Jégkorong                  | Férfi                       |
| Ezüst | Alekszandra Truszova | Műkorcsolya                | Női egyéni                  |
| Ezüst | Jevgenyija Taraszova Vlagyimir Morozov | Műkorcsolya                | Páros                       |
| Ezüst | Viktorija Szinyicina Nyikita Kacalapov | Műkorcsolya                | Jégtánc                     |
| Ezüst | Konsztantyin Ivlijev | Rövidpályás gyorskorcsolya | Férfi 500 m                 |
| Ezüst | Alekszandr Bolsunov | Sífutás                    | Férfi 15 km                 |
| Ezüst | Gyenyisz Szpicov | Sífutás                    | Férfi 30 km                 |
| Ezüst | Ivan Jakimuskin | Sífutás                    | Férfi 50 km                 |
| Ezüst | Natalja Nyeprjajeva | Sífutás                    | Női 15 km                   |
| Ezüst | Irina Avvakumova Jevgenyij Klimov Irma Mahinyja Danyil Szadrejev | Síugrás                    | Vegyes csapatverseny        |
| Bronz | Eduard Latipov | Biatlon                    | Férfi 12,5 km üldözőverseny |
| Bronz | Szaid Halili Alekszandr Loginov Makszim Cvetkov Eduard Latipov | Biatlon                    | Férfi 4 × 7,5 km váltó      |
| Bronz | Uljana Nyigmatullina Krisztyina Rezcova Alekszandr Loginov Eduard Latipov | Biatlon                    | Vegyes váltó                |
| Bronz | Angelina Golikova | Gyorskorcsolya             | Női 500 m                   |
| Bronz | Anasztaszija Misina Alekszandr Galljamov | Műkorcsolya                | Páros                       |
| Bronz | Szemjon Jelisztratov | Rövidpályás gyorskorcsolya | Férfi 1500 m                |
| Bronz | Ilja Burov | Síakrobatika               | Férfi ugrás                 |
| Bronz | Szergej Ridzik | Síakrobatika               | Férfi síkrossz              |
| Bronz | Anasztaszija Szmirnova | Síakrobatika               | Női mogul                   |
| Bronz | Alekszandr Terentyjev | Sífutás                    | Férfi egyéni sprint         |
| Bronz | Alekszandr Bolsunov Alexander Terentyev | Sífutás                    | Férfi csapatsprint          |
| Bronz | Natalja Nyeprjajeva Julija Sztupak | Sífutás                    | Női csapatsprint            |
| Bronz | Vic Wild | Snowboard                  | Férfi parallel giant slalom |
| Bronz | Tatyjana Ivanova | Szánkó                     | Női egyes                   |

## Alpesisí
Férfi
| Versenyző             | Versenyszám      | 1. futam      | 1. futam      | 2. futam | 2. futam | Összesítés | Összesítés |
| Versenyző             | Versenyszám      | Idő           | Hely.         | Idő      | Hely.    | Idő        | Helyezés   |
| --------------------- | ---------------- | ------------- | ------------- | -------- | -------- | ---------- | ---------- |
| Alekszandr Andrijenko | Óriás-műlesiklás | nem ért célba | nem ért célba | kiesett  | kiesett  | kiesett    | kiesett    |
| Alekszandr Andrijenko | Műlesiklás       | 57,47         | 31.           | 53,70    | 26.      | 1:51,17    | 26.        |
| Alekszandr Horosilov  | Műlesiklás       | 54,63         | 10.           | 50,54    | 9.       | 1:45,17    | 10.        |
| Ivan Kuznyecov        | Óriás-műlesiklás | nem ért célba | nem ért célba | kiesett  | kiesett  | kiesett    | kiesett    |
| Ivan Kuznyecov        | Műlesiklás       | nem ért célba | nem ért célba | kiesett  | kiesett  | kiesett    | kiesett    |

Női
| Versenyző                  | Versenyszám            | 1. futam | 1. futam | 2. futam | 2. futam | Összesítés | Összesítés |
| Versenyző                  | Versenyszám            | Idő      | Hely.    | Idő      | Hely.    | Idő        | Helyezés   |
| -------------------------- | ---------------------- | -------- | -------- | -------- | -------- | ---------- | ---------- |
| Anasztaszija Gornosztajeva | Műlesiklás             | 56,39    | 39.      | 55,11    | 32.      | 1:51,50    | 33.        |
| Polinya Melnyikova         | Óriás-műlesiklás       | 1:04,13  | 39.      | 1:03,07  | 31.      | 2:07,20    | 32.        |
| Polinya Melnyikova         | Műlesiklás             | 56,86    | 41.      | 55,88    | 35.      | 1:52,74    | 36.        |
| Julija Pleskova            | Lesiklás               |          |          |          |          | 1:34,48    | 20.        |
| Julija Pleskova            | Óriás-műlesiklás       | 1:02,01  | 33.      | 1:01,31  | 28.      | 2:03,32    | 27.        |
| Julija Pleskova            | Szuperóriás-műlesiklás |          |          |          |          | 1:15,26    | 18.        |
| Jekatyerina Tkacsenko      | Óriás-műlesiklás       | 1:01,55  | 31.      | 1:00,86  | 25.      | 2:02,41    | 25.        |
| Jekatyerina Tkacsenko      | Műlesiklás             | 55,97    | 34.      | 54,71    | 31.      | 1:50,68    | 31.        |

| Versenyző       | Versenyszám | Lesiklás | Lesiklás | Műlesiklás | Műlesiklás | Összesítés | Összesítés |
| Versenyző       | Versenyszám | Idő      | Hely.    | Idő        | Hely.      | Idő        | Helyezés   |
| --------------- | ----------- | -------- | -------- | ---------- | ---------- | ---------- | ---------- |
| Julija Pleskova | Összetett   | 1:33,54  | 14.      | 57,16      | 11.        | 2:30,70    | 10.        |

Vegyes
| Versenyző                                                                                             | Versenyszám | Nyolcaddöntő              | Negyeddöntő       | Elődöntő          | Döntő             | Helyezés |
| Versenyző                                                                                             | Versenyszám | Ellenfél Eredmény         | Ellenfél Eredmény | Ellenfél Eredmény | Ellenfél Eredmény | Helyezés |
| --- | ----------- | ------------------------- | ----------------- | ----------------- | ----------------- | -------- |
| Alekszandr Andrijenko Anasztaszija Gornosztajeva Ivan Kuznyecov Julija Pleskova Jekatyerina Tkacsenko | Vegyes      | Olaszország (ITA) · V 1–3 | kiesett           | kiesett           | kiesett           | 11.      |

## Biatlon
Férfi
| Versenyző                                                      | Versenyszám            | Időeredmény | Lövőhiba    | Helyezés                 |
| -------------------------------------------------------------- | ---------------------- | ----------- | ----------- | ------------------------ |
| Szaid Halili                                                   | 20 km egyéni indításos | 53:26,5     | 4 (2+1+0+1) | 34.                      |
| Eduard Latipov                                                 | 20 km egyéni indításos | 51:13,1     | 3 (0+1+1+1) | 11.                      |
| Eduard Latipov                                                 | 10 km sprint           | 25:14,8     | 3 (2+1)     | 11.                      |
| Eduard Latipov                                                 | 12,5 km üldözőverseny  | 39:42,8     | 1 (0+0+0+1) | 3. helyezett, bronzérmes |
| Eduard Latipov                                                 | 15 km tömegrajtos      | 41:35,4     | 7 (1+3+1+2) | 19.                      |
| Alekszandr Loginov                                             | 20 km egyéni indításos | 50:27,6     | 3 (0+1+0+2) | 10.                      |
| Alekszandr Loginov                                             | 10 km sprint           | 26:15,5     | 4 (2+2)     | 38.                      |
| Alekszandr Loginov                                             | 12,5 km üldözőverseny  | 43:44,1     | 5 (0+1+3+1) | 27.                      |
| Alekszandr Loginov                                             | 15 km tömegrajtos      | 41:06,2     | 7 (2+0+2+3) | 15.                      |
| Danyiil Szerohvosztov                                          | 10 km sprint           | 25:38,0     | 2 (0+2)     | 19.                      |
| Danyiil Szerohvosztov                                          | 12,5 km üldözőverseny  | 44:34,8     | 8 (4+2+1+1) | 39.                      |
| Makszim Cvetkov                                                | 20 km egyéni indításos | 49:22,3     | 1 (0+0+0+1) | 4.                       |
| Makszim Cvetkov                                                | 10 km sprint           | 24:41,0     | 0 (0+0)     | 4.                       |
| Makszim Cvetkov                                                | 12,5 km üldözőverseny  | 42:56,2     | 6 (2+3+0+1) | 17.                      |
| Makszim Cvetkov                                                | 15 km tömegrajtos      | 41:37,7     | 6 (1+1+2+2) | 20.                      |
| Szaid Halili Alekszandr Loginov Makszim Cvetkov Eduard Latipov | 4 × 7,5 km váltó       | 1:20:35,5   | 2+6         | 3. helyezett, bronzérmes |

Női
| Versenyző                                                                   | Versenyszám            | Időeredmény | Lövőhiba     | Helyezés                 |
| --------------------------------------------------------------------------- | ---------------------- | ----------- | ------------ | ------------------------ |
| Jevgenyija Burtaszova                                                       | 15 km egyéni indításos | 53:20,3     | 6 (1+0+2+3)  | 77.                      |
| Irina Kazakevics                                                            | 7,5 km sprint          | 22:23,7     | 1 (0+1)      | 20.                      |
| Irina Kazakevics                                                            | 10 km üldözőverseny    | 38:25,8     | 3 (0+0+2+1)  | 23.                      |
| Irina Kazakevics                                                            | 12,5 km tömegrajtos    | 43:34,6     | 7 (1+3+2+1)  | 20.                      |
| Szvetlana Mironova                                                          | 15 km egyéni indításos | 47:59,3     | 3 (0+1+1+1)  | 23.                      |
| Szvetlana Mironova                                                          | 7,5 km sprint          | 23:17,6     | 3 (0+3)      | 47.                      |
| Szvetlana Mironova                                                          | 10 km üldözőverseny    | 40:25,4     | 6 (0+0+1+5)  | 41.                      |
| Uljana Nyigmatullina                                                        | 15 km egyéni indításos | 53:42,1     | 10 (1+2+3+4) | 78.                      |
| Uljana Nyigmatullina                                                        | 7,5 km sprint          | 22:11,8     | 2 (2+0)      | 13.                      |
| Uljana Nyigmatullina                                                        | 10 km üldözőverseny    | 37:33,2     | 3 (0+2+1+0)  | 11.                      |
| Uljana Nyigmatullina                                                        | 12,5 km tömegrajtos    | 43:14,3     | 6 (2+1+3+0)  | 17.                      |
| Krisztyina Rezcova                                                          | 15 km egyéni indításos | 45:25,8     | 2 (0+0+2+0)  | 9.                       |
| Krisztyina Rezcova                                                          | 7,5 km sprint          | 21:49,3     | 2 (1+1)      | 6.                       |
| Krisztyina Rezcova                                                          | 10 km üldözőverseny    | 38:41,6     | 7 (2+2+1+2)  | 26.                      |
| Krisztyina Rezcova                                                          | 12,5 km tömegrajtos    | 41:29,0     | 6 (2+1+1+2)  | 5.                       |
| Irina Kazakevics Krisztyina Rezcova Szvetlana Mironova Uljana Nyigmatullina | 4 × 6 km váltó         | 1:11:15,9   | 1+7          | 2. helyezett, ezüstérmes |

Vegyes
| Versenyző                                                                 | Versenyszám  | Időeredmény | Lövőhiba | Helyezés                 |
| ------------------------------------------------------------------------- | ------------ | ----------- | -------- | ------------------------ |
| Uljana Nyigmatullina Krisztyina Rezcova Alekszandr Loginov Eduard Latipov | Vegyes váltó | 1:06:47,1   | 1+13     | 3. helyezett, bronzérmes |

## Bob
Férfi
| Versenyző                                                                   | Versenyszám | 1. futam | 1. futam | 2. futam | 2. futam | 3. futam | 3. futam | 4. futam | 4. futam | Összesítés | Összesítés |
| Versenyző                                                                   | Versenyszám | Idő      | Hely.    | Idő      | Hely.    | Idő      | Hely.    | Idő      | Hely.    | Idő        | Helyezés   |
| --------------------------------------------------------------------------- | ----------- | -------- | -------- | -------- | -------- | -------- | -------- | -------- | -------- | ---------- | ---------- |
| Makszim Andrianov* Vlagyiszlav Zsarovcev                                    | Kettes      | 1:00,24  | 22.      | 1:00,75  | 26.      | 1:00,55  | 26.      | kiesett  | kiesett  | 3:01,54    | 25.        |
| Rosztyiszlav Gajtyjukevics* Alekszej Laptyev                                | Kettes      | 59,41    | 3.       | 59,91    | 5.       | 59,80    | 9.       | 1:00,19  | 14.      | 3:59,31    | 8.         |
| Makszim Andrianov* Alekszej Zajcev Vlagyiszlav Zsarovcev Dmitrij Lopin      | Négyes      | 58,82    | 9.       | 59,30    | 9.       | 59,03    | 9.       | 59,40    | 8.       | 3:56,55    | 8.         |
| Rosztyiszlav Gajtyjukevics* Mihail Mordaszov Pavel Travkin Alekszej Laptyev | Négyes      | 58,54    | 4.       | 59,24    | 8.       | 58,81    | 7.       | 59,56    | 14.      | 3:56,15    | 7.         |

Női
| Versenyző                                 | Versenyszám | 1. futam | 1. futam | 2. futam | 2. futam | 3. futam | 3. futam | 4. futam | 4. futam | Összesítés | Összesítés |
| Versenyző                                 | Versenyszám | Idő      | Hely.    | Idő      | Hely.    | Idő      | Hely.    | Idő      | Hely.    | Idő        | Helyezés   |
| ----------------------------------------- | ----------- | -------- | -------- | -------- | -------- | -------- | -------- | -------- | -------- | ---------- | ---------- |
| Nagyezsda Szergejeva                      | Mono        | 1:05,45  | 9.       | 1:06,00  | 13.      | 1:05,83  | 10.      | 1:06,31  | 11.      | 4:23,59    | 10.        |
| Anasztaszija Makarova* Jelena Mamedova    | Kettes      | 1:01,83  | 10.      | 1:02,29  | 16.      | 1:02,48  | 20.      | 1:02,49  | 19.      | 4:09,09    | 19.        |
| Nagyezsda Szergejeva* Julija Belomesztnih | Kettes      | 1:02,04  | 16.      | 1:01,90  | 8.       | 1:02,34  | 18.      | 1:01,83  | 7.       | 4:08,11    | 9.         |

* – a bob kormányosa

## Curling

### Férfi
- Szergej Gluhov
- Dmitrij Mironov
- Jevgenyij Klimov
- Anton Kalalb
- Danyiil Gorjacsev

Csoportkör
| Nemzet                                 | Skip            | Gy | V | Gy–V     | P+ | P- | Gy end | V end | Üres endek | Rabolt endek | Lökés % | DSC   |
| -------------------------------------- | --------------- | -- | - | -------- | -- | -- | ------ | ----- | ---------- | ------------ | ------- | ----- |
| Nagy-Britannia                         | Bruce Mouat     | 8  | 1 | –        | 63 | 44 | 39     | 31    | 5          | 10           | 88%     | 18,81 |
| Svédország                             | Niklas Edin     | 7  | 2 | –        | 64 | 44 | 43     | 30    | 10         | 11           | 86%     | 14,02 |
| Kanada                                 | Brad Gushue     | 5  | 4 | 1–0      | 58 | 50 | 34     | 38    | 7          | 7            | 84%     | 26,49 |
| Egyesült Államok                       | John Shuster    | 5  | 4 | 0–1      | 56 | 61 | 35     | 41    | 4          | 5            | 83%     | 32,29 |
| Kína                                   | Ma Xiuyue       | 4  | 5 | 2–1; 1–0 | 59 | 62 | 39     | 36    | 6          | 4            | 85%     | 23,55 |
| Norvégia                               | Steffen Walstad | 4  | 5 | 2–1; 0–1 | 58 | 53 | 40     | 36    | 0          | 11           | 84%     | 20,96 |
| Svájc                                  | Peter de Cruz   | 4  | 5 | 1–2; 1–0 | 51 | 54 | 33     | 38    | 13         | 3            | 84%     | 15,74 |
| Az Orosz Olimpiai Bizottság versenyzői | Szergej Gluhov  | 4  | 5 | 1–2; 0–1 | 58 | 58 | 33     | 38    | 6          | 6            | 81%     | 33,72 |
| Olaszország                            | Joël Retornaz   | 3  | 6 | –        | 59 | 65 | 36     | 35    | 3          | 8            | 82%     | 30,76 |
| Dánia                                  | Mikkel Krause   | 1  | 8 | –        | 36 | 71 | 30     | 39    | 3          | 2            | 78%     | 32,84 |

1. forduló, február 9., 20:05 (13:05)
| Sheet B                                         | 1 | 2 | 3 | 4 | 5 | 6 | 7 | 8 | 9 | 10 | 11 | VE |
| Egyesült Államok (Shuster)                      | 1 | 0 | 0 | 0 | 1 | 1 | 0 | 2 | 0 | 0  | 1  | 6  |
| Az Orosz Olimpiai Bizottság versenyzői (Gluhov) | 0 | 0 | 1 | 2 | 0 | 0 | 1 | 0 | 0 | 1  | 0  | 5  |

2. forduló, február 10., 14:05 (7:05)
| Sheet C                                         | 1 | 2 | 3 | 4 | 5 | 6 | 7 | 8 | 9 | 10 | VE |
| Kína (Ma)                                       | 1 | 1 | 0 | 1 | 0 | 0 | 0 | 1 | 0 | X  | 4  |
| Az Orosz Olimpiai Bizottság versenyzői (Gluhov) | 0 | 0 | 1 | 0 | 1 | 1 | 0 | 0 | 4 | X  | 7  |

3. forduló, február 11., 9:05 (2:05)
| Sheet A                                         | 1 | 2 | 3 | 4 | 5 | 6 | 7 | 8 | 9 | 10 | VE |
| Svájc (de Cruz)                                 | 0 | 0 | 3 | 0 | 0 | 0 | 0 | 3 | 0 | X  | 6  |
| Az Orosz Olimpiai Bizottság versenyzői (Gluhov) | 0 | 0 | 0 | 2 | 1 | 0 | 0 | 0 | 0 | X  | 3  |

4. forduló, február 11., 20:05 (13:05)
| Sheet B                                         | 1 | 2 | 3 | 4 | 5 | 6 | 7 | 8 | 9 | 10 | VE |
| Az Orosz Olimpiai Bizottság versenyzői (Gluhov) | 0 | 2 | 0 | 2 | 6 | 0 | X | X | X | X  | 10 |
| Dánia (Krause)                                  | 0 | 0 | 1 | 0 | 0 | 1 | X | X | X | X  | 2  |

6. forduló, február 13., 9:05 (2:05)
| Sheet D                                         | 1 | 2 | 3 | 4 | 5 | 6 | 7 | 8 | 9 | 10 | VE |
| Olaszország (Retornaz)                          | 0 | 0 | 3 | 0 | 3 | 0 | 0 | 1 | 0 | X  | 7  |
| Az Orosz Olimpiai Bizottság versenyzői (Gluhov) | 0 | 3 | 0 | 3 | 0 | 0 | 1 | 0 | 3 | X  | 10 |

8. forduló, február 14., 14:05 (7:05)
| Sheet C                                         | 1 | 2 | 3 | 4 | 5 | 6 | 7 | 8 | 9 | 10 | VE |
| Az Orosz Olimpiai Bizottság versenyzői (Gluhov) | 0 | 1 | 0 | 0 | 0 | 2 | 0 | 2 | 0 | 0  | 5  |
| Svédország (Edin)                               | 1 | 0 | 0 | 2 | 1 | 0 | 2 | 0 | 0 | 1  | 7  |

9. forduló, február 15., 9:05 (2:05)
| Sheet A                                         | 1 | 2 | 3 | 4 | 5 | 6 | 7 | 8 | 9 | 10 | VE |
| Az Orosz Olimpiai Bizottság versenyzői (Gluhov) | 0 | 1 | 0 | 0 | 2 | 0 | 2 | 0 | 0 | X  | 5  |
| Norvégia (Walstad)                              | 3 | 0 | 1 | 4 | 0 | 1 | 0 | 1 | 2 | X  | 12 |

10. forduló, február 15., 20:05 (13:05)
| Sheet D                                         | 1 | 2 | 3 | 4 | 5 | 6 | 7 | 8 | 9 | 10 | 11 | VE |
| Az Orosz Olimpiai Bizottság versenyzői (Gluhov) | 0 | 1 | 1 | 1 | 0 | 1 | 0 | 0 | 2 | 0  | 1  | 7  |
| Kanada (Gushue)                                 | 1 | 0 | 0 | 0 | 1 | 0 | 1 | 1 | 0 | 2  | 0  | 6  |

11. forduló, február 16., 14:05 (7:05)
| Sheet B                                         | 1 | 2 | 3 | 4 | 5 | 6 | 7 | 8 | 9 | 10 | VE |
| Nagy-Britannia (Mouat)                          | 3 | 0 | 1 | 1 | 0 | 1 | 0 | 1 | 0 | 1  | 8  |
| Az Orosz Olimpiai Bizottság versenyzői (Gluhov) | 0 | 1 | 0 | 0 | 1 | 0 | 2 | 0 | 2 | 0  | 6  |

| Csapat                                 | Helyezés |
| -------------------------------------- | -------- |
| Az Orosz Olimpiai Bizottság versenyzői | 8.       |

### Női
- Alina Kovaljova
- Julija Portunova
- Galina Arszenykina
- Jekatyerina Kuzmina
- Marija Komarova

Csoportkör
| Nemzet                                 | Skip              | Gy | V | Gy–V | P+ | P- | Gy end | V end | Üres endek | Rabolt endek | Lökés % | DSC   |
| -------------------------------------- | ----------------- | -- | - | ---- | -- | -- | ------ | ----- | ---------- | ------------ | ------- | ----- |
| Svájc                                  | Silvana Tirinzoni | 8  | 1 | –    | 67 | 46 | 44     | 36    | 4          | 12           | 81,6%   | 19,14 |
| Svédország                             | Anna Hasselborg   | 7  | 2 | –    | 64 | 49 | 39     | 35    | 6          | 12           | 82,0%   | 25,02 |
| Nagy-Britannia                         | Eve Muirhead      | 5  | 4 | 1–1  | 63 | 47 | 39     | 33    | 4          | 9            | 80,6%   | 35,27 |
| Japán                                  | Satsuki Fujisawa  | 5  | 4 | 1–1  | 64 | 62 | 40     | 36    | 2          | 13           | 82,3%   | 36,00 |
| Kanada                                 | Jennifer Jones    | 5  | 4 | 1–1  | 71 | 59 | 42     | 41    | 1          | 14           | 80,4%   | 45,44 |
| Egyesült Államok                       | Tabitha Peterson  | 4  | 5 | 2–0  | 60 | 64 | 40     | 39    | 2          | 12           | 79,5%   | 33,87 |
| Kína                                   | Han Yu            | 4  | 5 | 1–1  | 56 | 67 | 38     | 41    | 3          | 10           | 79,6%   | 30,06 |
| Dél-Korea                              | Kim Eun-jung      | 4  | 5 | 0–2  | 62 | 66 | 40     | 42    | 3          | 10           | 80,8%   | 27,79 |
| Dánia                                  | Madeleine Dupont  | 2  | 7 | –    | 50 | 68 | 33     | 41    | 7          | 0            | 77,2%   | 23,36 |
| Az Orosz Olimpiai Bizottság versenyzői | Alina Kovaljova   | 1  | 8 | –    | 50 | 79 | 34     | 45    | 2          | 7            | 78,9%   | 29,34 |

1. forduló, február 10., 9:05 (2:05)
| Sheet D                                            | 1 | 2 | 3 | 4 | 5 | 6 | 7 | 8 | 9 | 10 | VE |
| Az Orosz Olimpiai Bizottság versenyzői (Kovaljova) | 0 | 1 | 0 | 0 | 0 | 2 | 0 | X | X | X  | 3  |
| Egyesült Államok (Peterson)                        | 2 | 0 | 1 | 1 | 2 | 0 | 3 | X | X | X  | 9  |

3. forduló, február 11., 14:05 (7:05)
| Sheet C                                            | 1 | 2 | 3 | 4 | 5 | 6 | 7 | 8 | 9 | 10 | VE |
| Svájc (Tirinzoni)                                  | 2 | 0 | 0 | 1 | 0 | 0 | 2 | 3 | 0 | 0  | 8  |
| Az Orosz Olimpiai Bizottság versenyzői (Kovaljova) | 0 | 0 | 1 | 0 | 1 | 2 | 0 | 0 | 2 | 1  | 7  |

4. forduló, február 12., 9:05 (2:05)
| Sheet B                                            | 1 | 2 | 3 | 4 | 5 | 6 | 7 | 8 | 9 | 10 | VE |
| Dél-Korea (Kim)                                    | 1 | 0 | 2 | 1 | 2 | 0 | 2 | 0 | 1 | X  | 9  |
| Az Orosz Olimpiai Bizottság versenyzői (Kovaljova) | 0 | 2 | 0 | 0 | 0 | 1 | 0 | 2 | 0 | X  | 5  |

5. forduló, február 12., 20:05 (13:05)
| Sheet A                                            | 1 | 2 | 3 | 4 | 5 | 6 | 7 | 8 | 9 | 10 | VE |
| Az Orosz Olimpiai Bizottság versenyzői (Kovaljova) | 1 | 0 | 1 | 2 | 0 | 1 | 0 | 0 | 0 | 0  | 5  |
| Japán (Fudzsiszava)                                | 0 | 1 | 0 | 0 | 1 | 0 | 3 | 1 | 1 | 3  | 10 |

7. forduló, február 14., 9:05 (2:05)
| Sheet C                                            | 1 | 2 | 3 | 4 | 5 | 6 | 7 | 8 | 9 | 10 | VE |
| Kanada (Jones)                                     | 2 | 2 | 0 | 2 | 0 | 2 | 0 | 1 | 2 | X  | 11 |
| Az Orosz Olimpiai Bizottság versenyzői (Kovaljova) | 0 | 0 | 1 | 0 | 2 | 0 | 2 | 0 | 0 | X  | 5  |

8. forduló, február 14., 20:05 (13:05)
| Sheet D                                            | 1 | 2 | 3 | 4 | 5 | 6 | 7 | 8 | 9 | 10 | VE |
| Dánia (Dupont)                                     | 2 | 0 | 0 | 1 | 0 | 1 | 0 | 3 | 0 | 3  | 10 |
| Az Orosz Olimpiai Bizottság versenyzői (Kovaljova) | 0 | 2 | 0 | 0 | 1 | 0 | 1 | 0 | 1 | 0  | 5  |

9. forduló, február 15., 14:05 (7:05)
| Sheet A                                            | 1 | 2 | 3 | 4 | 5 | 6 | 7 | 8 | 9 | 10 | VE |
| Kína (Han)                                         | 2 | 0 | 0 | 2 | 0 | 1 | 0 | 0 | X | X  | 5  |
| Az Orosz Olimpiai Bizottság versenyzői (Kovaljova) | 0 | 1 | 1 | 0 | 4 | 0 | 3 | 2 | X | X  | 11 |

11. forduló, február 16., 20:05 (13:05)
| Sheet C                                            | 1 | 2 | 3 | 4 | 5 | 6 | 7 | 8 | 9 | 10 | VE |
| Az Orosz Olimpiai Bizottság versenyzői (Kovaljova) | 2 | 1 | 0 | 1 | 0 | 0 | 1 | 0 | 0 | 0  | 5  |
| Svédország (Hasselborg)                            | 0 | 0 | 2 | 0 | 1 | 1 | 0 | 2 | 0 | 2  | 8  |

12. forduló, február 17., 14:05 (7:05)
| Sheet B                                            | 1 | 2 | 3 | 4 | 5 | 6 | 7 | 8 | 9 | 10 | VE |
| Az Orosz Olimpiai Bizottság versenyzői (Kovaljova) | 0 | 1 | 0 | 1 | 0 | 0 | 1 | 1 | 0 | X  | 4  |
| Nagy-Britannia (Muirhead)                          | 2 | 0 | 1 | 0 | 1 | 1 | 0 | 0 | 4 | X  | 9  |

| Csapat                                 | Helyezés |
| -------------------------------------- | -------- |
| Az Orosz Olimpiai Bizottság versenyzői | 10.      |

## Északi összetett
| Versenyző          | Versenyszám        | Síugrás | Síugrás | Síugrás | Síugrás    | Sífutás | Sífutás | Összesítés | Összesítés |
| Versenyző          | Versenyszám        | Táv     | Pont    | Hely.   | Időhátrány | Idő     | Hely.   | Idő        | Helyezés   |
| ------------------ | ------------------ | ------- | ------- | ------- | ---------- | ------- | ------- | ---------- | ---------- |
| Vjacseszlav Barkov | Normálsánc + 10 km | 78,0    | 61,6    | 41.     | +4:46      | 26:08,2 | 28.     | 30:54,2    | 38.        |
| Vjacseszlav Barkov | Nagysánc + 10 km   | 103,0   | 53,3    | 44.     | +5:46      | 27:10,9 | 24.     | 32:56,9    | 41.        |
| Artyjom Galunyin   | Normálsánc + 10 km | 77,0    | 66,8    | 39.     | +4:25      | 27:13,8 | 36.     | 31:38,8    | 39.        |
| Artyjom Galunyin   | Nagysánc + 10 km   | 108,5   | 58,0    | 42.     | +5:27      | 27:55,2 | 37.     | 33:22,2    | 42.        |
| Szamir Masztyijev  | Normálsánc + 10 km | 72,0    | 47,8    | 44.     | +5:41      | 26:18,0 | 29.     | 31:59,0    | 40.        |
| Szamir Masztyijev  | Nagysánc + 10 km   | 86,5    | 20,4    | 48.     | +7:58      | 28:09,4 | 40.     | 36:07,4    | 46.        |

## Gyorskorcsolya
Férfi
| Versenyző            | Versenyszám | Eredmény | Helyezés |
| -------------------- | ----------- | -------- | -------- |
| Danyiil Aldoskin     | 1500 m      | 1:46,33  | 14.      |
| Artyjom Arefjev      | 500 m       | 34,56    | 7.       |
| Pavel Kulizsnyikov   | 1000 m      | 1:08,87  | 11.      |
| Ruszlan Murasov      | 500 m       | 34,63    | 10.      |
| Viktor Mustakov      | 500 m       | 34,60    | 9.       |
| Viktor Mustakov      | 1000 m      | 1:08,74  | 8.       |
| Alekszandr Rumjancev | 5000 m      | 6,15,02  | 6.       |
| Alekszandr Rumjancev | 10 000 m    | 12:51,33 | 5.       |
| Szergej Trofimov     | 1500 m      | 1:45,32  | 8.       |
| Szergej Trofimov     | 5000 m      | 6:10,27  | 4.       |
| Ruszlan Zaharov      | 1500 m      | 1:46,46  | 15.      |
| Ruszlan Zaharov      | 5000 m      | 6:21,00  | 14.      |

Női
| Versenyző            | Versenyszám | Eredmény | Helyezés                 |
| -------------------- | ----------- | -------- | ------------------------ |
| Olga Fatkulina       | 500 m       | 37,76    | 10.                      |
| Olga Fatkulina       | 1000 m      | 1:15,87  | 13.                      |
| Angelina Golikova    | 500 m       | 37,21    | 3. helyezett, bronzérmes |
| Angelina Golikova    | 1000 m      | 1:14,71  | 4.                       |
| Jelizaveta Golubeva  | 1500 m      | 1:55,30  | 7.                       |
| Darja Kacsanova      | 500 m       | 37,65    | 8.                       |
| Darja Kacsanova      | 1000 m      | 1:15,649 | 9.                       |
| Jevgenyija Lalenkova | 1500 m      | 1:55,74  | 9.                       |
| Jevgenyija Lalenkova | 3000 m      | 4:03,42  | 10.                      |
| Jelena Szohrjakova   | 1500 m      | 1:59,58  | 22.                      |
| Natalja Voronyina    | 3000 m      | 4:03,84  | 11.                      |
| Natalja Voronyina    | 5000 m      | 6:56,99  | 6.                       |

Tömegrajtos
| Versenyző           | Versenyszám | Elődöntő      | Elődöntő      | Elődöntő | Döntő         | Döntő         | Helyezés |
| Versenyző           | Versenyszám | Pont          | Idő           | Hely.    | Pont          | Idő           | Helyezés |
| ------------------- | ----------- | ------------- | ------------- | -------- | ------------- | ------------- | -------- |
| Danyiil Aldoskin    | Férfi       | 6             | 7:56,83       | 5.       | 6             | 7:47,59       | 5.       |
| Ruszlan Zaharov     | Férfi       | nem ért célba | nem ért célba | 15.      | kiesett       | kiesett       | 29.      |
| Jelizaveta Golubeva | Női         | 1             | 8:53,99       | 9. ADV   | nem ért célba | nem ért célba | 15.      |
| Jelena Szohrjakova  | Női         | 2             | 8:45,00       | 10.      | kiesett       | kiesett       | 19.      |

Csapatverseny
| Versenyző                                                  | Versenyszám | Negyeddöntő  | Negyeddöntő | Elődöntő                            | Döntő                                 | Döntő                    | Döntő |
| Versenyző                                                  | Versenyszám | Ellenfél Idő | Hely.       | Ellenfél Idő                        | Ellenfél Idő                          | Helyezés                 |       |
| ---------------------------------------------------------- | ----------- | ------------ | ----------- | ----------------------------------- | ------------------------------------- | ------------------------ | ----- |
| Danyiil Aldoskin Szergej Trofimov Ruszlan Zaharov          | Férfi       | 3:38,67      | 3.          | Egyesült Államok (USA) · Gy 3:36,61 | Norvégia (NOR) · V 3:40,46            | 2. helyezett, ezüstérmes |       |
| Jelizaveta Golubeva Jevgenyija Lalenkova Natalja Voronyina | Női         | 2:57,66      | 4.          | Japán (JPN) · V 3:05,92             | B döntő · Hollandia (NED) · V 2:58,66 | 4.                       |       |

## Jégkorong

### Férfi
- Szövetségi kapitány: Alekszej Zsamnov

| Az Orosz Olimpiai Bizottság férfi jégkorongcsapat-játékoskerete | Az Orosz Olimpiai Bizottság férfi jégkorongcsapat-játékoskerete | Az Orosz Olimpiai Bizottság férfi jégkorongcsapat-játékoskerete | Az Orosz Olimpiai Bizottság férfi jégkorongcsapat-játékoskerete | Az Orosz Olimpiai Bizottság férfi jégkorongcsapat-játékoskerete | Az Orosz Olimpiai Bizottság férfi jégkorongcsapat-játékoskerete | Az Orosz Olimpiai Bizottság férfi jégkorongcsapat-játékoskerete | Az Orosz Olimpiai Bizottság férfi jégkorongcsapat-játékoskerete |
| #                                                               | Poszt                                                           | Név                                                             | Magasság                                                        | Súly                                                            | Születési idő                                                   | Klub az olimpia idején                                          |                                                                 |
| --------------------------------------------------------------- | --------------------------------------------------------------- | --------------------------------------------------------------- | --------------------------------------------------------------- | --------------------------------------------------------------- | --------------------------------------------------------------- | --------------------------------------------------------------- | --------------------------------------------------------------- |
| 4                                                               | V                                                               | Alekszandr Jeleszin                                             | 1,81 m (5 ft 11 in)                                             | 87 kg (192 lb)                                                  | 1996. február 7.                                                | Lokomotyiv Jaroszlavl                                           |                                                                 |
| 7                                                               | V                                                               | Szergej Tyelegin                                                | 1,81 m (5 ft 11 in)                                             | 78 kg (172 lb)                                                  | 2000. szeptember 21.                                            | Traktor Cseljabinszk                                            |                                                                 |
| 10                                                              | CS                                                              | Dmitrij Voronkov                                                | 1,92 m (6 ft 4 in)                                              | 86 kg (190 lb)                                                  | 2000. szeptember 10.                                            | Ak Barsz Kazany                                                 |                                                                 |
| 11                                                              | CS                                                              | Szergej Andronov – A                                            | 1,89 m (6 ft 2 in)                                              | 94 kg (207 lb)                                                  | 1989. július 19.                                                | HK CSZKA Moszkva                                                |                                                                 |
| 15                                                              | CS                                                              | Pavel Karnauhov                                                 | 1,90 m (6 ft 3 in)                                              | 96 kg (212 lb)                                                  | 1997. március 15.                                               | HK CSZKA Moszkva                                                |                                                                 |
| 16                                                              | CS                                                              | Szergej Plotnyikov                                              | 1,87 m (6 ft 2 in)                                              | 93 kg (205 lb)                                                  | 1990. június 3.                                                 | HK CSZKA Moszkva                                                |                                                                 |
| 22                                                              | CS                                                              | Sztanyiszlav Galijev                                            | 1,88 m (6 ft 2 in)                                              | 82 kg (181 lb)                                                  | 1992. január 17.                                                | Gyinamo Moszkva                                                 |                                                                 |
| 24                                                              | CS                                                              | Artur Kajumov                                                   | 1,81 m (5 ft 11 in)                                             | 82 kg (181 lb)                                                  | 1998. február 14.                                               | Lokomotyiv Jaroszlavl                                           |                                                                 |
| 25                                                              | CS                                                              | Mihail Grigorenko                                               | 1,90 m (6 ft 3 in)                                              | 97 kg (214 lb)                                                  | 1994. május 16.                                                 | HK CSZKA Moszkva                                                |                                                                 |
| 27                                                              | V                                                               | Vjacseszlav Vojnov                                              | 1,82 m (6 ft 0 in)                                              | 87 kg (192 lb)                                                  | 1990. január 15.                                                | Gyinamo Moszkva                                                 |                                                                 |
| 28                                                              | K                                                               | Ivan Fedotov                                                    | 2,00 m (6 ft 7 in)                                              | 94 kg (207 lb)                                                  | 1996. november 28.                                              | HK CSZKA Moszkva                                                |                                                                 |
| 31                                                              | K                                                               | Alekszander Szamonov                                            | 1,82 m (6 ft 0 in)                                              | 76 kg (168 lb)                                                  | 1995. augusztus 23.                                             | SZKA Szentpétervár                                              |                                                                 |
| 43                                                              | V                                                               | Damir Saripzjanov                                               | 1,88 m (6 ft 2 in)                                              | 94 kg (207 lb)                                                  | 1996. február 17.                                               | Avangard Omszk                                                  |                                                                 |
| 44                                                              | V                                                               | Jegor Jakovlev – A                                              | 1,80 m (5 ft 11 in)                                             | 86 kg (190 lb)                                                  | 1991. szeptember 17.                                            | Metallurg Magnyitogorszk                                        |                                                                 |
| 55                                                              | CS                                                              | Vlagyimir Tkacsov                                               | 1,83 m (6 ft 0 in)                                              | 95 kg (209 lb)                                                  | 1993. október 5.                                                | Traktor Cseljabinszk                                            |                                                                 |
| 57                                                              | V                                                               | Alekszandr Nyikisin                                             | 1,93 m (6 ft 4 in)                                              | 98 kg (216 lb)                                                  | 2001. október 2.                                                | HK Szpartak Moszkva                                             |                                                                 |
| 58                                                              | CS                                                              | Anton Szlepisev                                                 | 1,88 m (6 ft 2 in)                                              | 99 kg (218 lb)                                                  | 1994. május 13.                                                 | HK CSZKA Moszkva                                                |                                                                 |
| 72                                                              | V                                                               | Artyjom Minulin                                                 | 1,90 m (6 ft 3 in)                                              | 87 kg (192 lb)                                                  | 1998. október 1.                                                | Metallurg Magnyitogorszk                                        |                                                                 |
| 76                                                              | CS                                                              | Andrej Csibiszov                                                | 1,92 m (6 ft 4 in)                                              | 103 kg (227 lb)                                                 | 1993. február 26.                                               | Metallurg Magnyitogorszk                                        |                                                                 |
| 81                                                              | CS                                                              | Arszenyij Gricjuk                                               | 1,82 m (6 ft 0 in)                                              | 84 kg (185 lb)                                                  | 2001. március 15.                                               | Avangard Omszk                                                  |                                                                 |
| 82                                                              | K                                                               | Tyimur Biljalov                                                 | 1,79 m (5 ft 10 in)                                             | 79 kg (174 lb)                                                  | 1995. március 28.                                               | Ak Barsz Kazany                                                 |                                                                 |
| 87                                                              | CS                                                              | Vagyim Sipacsov – C                                             | 1,84 m (6 ft 0 in)                                              | 86 kg (190 lb)                                                  | 1987. március 12.                                               | HK Gyinamo Moszkva                                              |                                                                 |
| 89                                                              | V                                                               | Nyikita Nyesztyerov                                             | 1,83 m (6 ft 0 in)                                              | 91 kg (201 lb)                                                  | 1993. március 28.                                               | HK CSZKA Moszkva                                                |                                                                 |
| 94                                                              | CS                                                              | Kirill Szemjonov                                                | 1,85 m (6 ft 1 in)                                              | 80 kg (180 lb)                                                  | 1994. október 27.                                               | Avangard Omszk                                                  |                                                                 |
| 97                                                              | CS                                                              | Nyikita Guszev                                                  | 1,75 m (5 ft 9 in)                                              | 74 kg (163 lb)                                                  | 1992. július 8.                                                 | SZKA Szentpétervár                                              |                                                                 |

Csoportkör
B csoport
| Hely. | Csapat                                       | M | Gy | HGy | HV | V | G+ | G– | Gk | P | Továbbjutás                       |
| ----- | -------------------------------------------- | - | -- | --- | -- | - | -- | -- | -- | - | --------------------------------- |
| 1.    | Az Orosz Olimpiai Bizottság versenyzői (ROC) | 3 | 2  | 0   | 1  | 0 | 8  | 6  | +2 | 7 | Továbbjutott a negyeddöntőbe      |
| 2.    | Dánia (DEN)                                  | 3 | 2  | 0   | 0  | 1 | 7  | 6  | +1 | 6 | A negyeddöntőbe jutásért játszott |
| 3.    | Csehország (CZE)                             | 3 | 0  | 2   | 0  | 1 | 9  | 8  | +1 | 4 | A negyeddöntőbe jutásért játszott |
| 4.    | Svájc (SUI)                                  | 3 | 0  | 0   | 1  | 2 | 4  | 8  | −4 | 1 | A negyeddöntőbe jutásért játszott |

| 2022. február 9. 16:40 (9:40) | Az Orosz Olimpiai Bizottság versenyzői (ROC) | 1–0 (1–0, 0–0, 0–0) | Svájc (SUI) | Beijing National Indoor Stadium, Peking Nézőszám: 934 |

| Jegyzőkönyv                                                | Jegyzőkönyv  | Jegyzőkönyv | Jegyzőkönyv | Jegyzőkönyv                                                                            |
| ---------------------------------------------------------- | ------------ | ----------- | ----------- | -------------------------------------------------------------------------------------- |
|                                                            | Ivan Fedotov | Kapusok     | Reto Berra  | Játékvezetők: André Schrader Makszim Szidorenko Vonalbírók: Brian Oliver Jiří Ondráček |
| \| Anton Szlepisev (Kirill Szemjonov) – 19:57 \| 1–0 \| \| |              |             |             | Játékvezetők: André Schrader Makszim Szidorenko Vonalbírók: Brian Oliver Jiří Ondráček |
| 14 perc                                                    | Büntetések   | 10 perc     |             | Játékvezetők: André Schrader Makszim Szidorenko Vonalbírók: Brian Oliver Jiří Ondráček |
| 30                                                         | Lövések      | 33          |             | Játékvezetők: André Schrader Makszim Szidorenko Vonalbírók: Brian Oliver Jiří Ondráček |
| Anton Szlepisev (Kirill Szemjonov) – 19:57                 | 1–0          |             |             | Játékvezetők: André Schrader Makszim Szidorenko Vonalbírók: Brian Oliver Jiří Ondráček |

| 2022. február 11. 12:10 (5:10) | Dánia (DEN) | 0–2 (0–0, 0–1, 0–1) | Az Orosz Olimpiai Bizottság versenyzői (ROC) | Beijing National Indoor Stadium, Peking Nézőszám: 907 |

| Jegyzőkönyv                                                                                     | Jegyzőkönyv     | Jegyzőkönyv                             | Jegyzőkönyv  | Jegyzőkönyv                                                                               |
| ----------------------------------------------------------------------------------------------- | --------------- | --------------------------------------- | ------------ | ----------------------------------------------------------------------------------------- |
|                                                                                                 | Frederik Dichow | Kapusok                                 | Ivan Fedotov | Játékvezetők: Michael Campbell Martin Fraňo Vonalbírók: William Hancock Andreas Malmqvist |
| \| \| 0–1 \| 28:18 – Karnauhov (Szlepisev, Voronkov) \| \| \| 0–2 \| 59:54 – Szemjonov (ENG) \| |                 |                                         |              | Játékvezetők: Michael Campbell Martin Fraňo Vonalbírók: William Hancock Andreas Malmqvist |
| 10 perc                                                                                         | Büntetések      | 2 perc                                  |              | Játékvezetők: Michael Campbell Martin Fraňo Vonalbírók: William Hancock Andreas Malmqvist |
| 16                                                                                              | Lövések         | 33                                      |              | Játékvezetők: Michael Campbell Martin Fraňo Vonalbírók: William Hancock Andreas Malmqvist |
|                                                                                                 | 0–1             | 28:18 – Karnauhov (Szlepisev, Voronkov) |              | Játékvezetők: Michael Campbell Martin Fraňo Vonalbírók: William Hancock Andreas Malmqvist |
|                                                                                                 | 0–2             | 59:54 – Szemjonov (ENG)                 |              | Játékvezetők: Michael Campbell Martin Fraňo Vonalbírók: William Hancock Andreas Malmqvist |

| 2022. február 12. 21:10 (14:10) | Az Orosz Olimpiai Bizottság versenyzői (ROC) | 5–6 (h.u.) (1–1, 1–2, 3–2) (h.u.: 0–1) | Csehország (CZE) | Beijing National Indoor Stadium, Peking Nézőszám: 921 |

| Jegyzőkönyv | Jegyzőkönyv  | Jegyzőkönyv                                 | Jegyzőkönyv  | Jegyzőkönyv                                                                            |
| --- | ------------ | ------------------------------------------- | ------------ | -------------------------------------------------------------------------------------- |
| | Ivan Fedotov | Kapusok                                     | Šimon Hrubec | Játékvezetők: Mikko Kaukokari Mikael Nord Vonalbírók: Ludvig Lundgren Lauri Nikulainen |
| \| Tkacsov (Guszev, Nyesztyerov) – 04:51 \| 1–0 \| \| \| \| 1–1 \| 12:37 – Kundrátek (Červenka, Stránský) (PP) \| \| Nyesztyerov (Guszev, Plotnyikov) (PP) – 32:19 \| 2–1 \| \| \| \| 2–2 \| 38:41 – Krejčí (Červenka, Kundrátek) (PP) \| \| \| 2–3 \| 39:16 – Špaček (Šulák, Sobotka) (PP) \| \| \| 2–4 \| 43:14 – Klok (T. Zohorna, H. Zohorna) \| \| Szemjonov (Plotnyikov, Andronov) – 43:50 \| 3–4 \| \| \| Gricjuk (Guszev, Tkacsov) – 46:43 \| 4–4 \| \| \| Csibiszov (Vojnov, Sipacsov) – 48:22 \| 5–4 \| \| \| \| 5–5 \| 48:57 – Hyka (Sedlák, Krejčí) \| \| \| 5–6 \| 64:29 – Šulák (Krejčí) (PP) \| |              |                                             |              | Játékvezetők: Mikko Kaukokari Mikael Nord Vonalbírók: Ludvig Lundgren Lauri Nikulainen |
| 33 perc | Büntetések   | 10 perc                                     |              | Játékvezetők: Mikko Kaukokari Mikael Nord Vonalbírók: Ludvig Lundgren Lauri Nikulainen |
| 29 | Lövések      | 41                                          |              | Játékvezetők: Mikko Kaukokari Mikael Nord Vonalbírók: Ludvig Lundgren Lauri Nikulainen |
| Tkacsov (Guszev, Nyesztyerov) – 04:51 | 1–0          |                                             |              | Játékvezetők: Mikko Kaukokari Mikael Nord Vonalbírók: Ludvig Lundgren Lauri Nikulainen |
| | 1–1          | 12:37 – Kundrátek (Červenka, Stránský) (PP) |              | Játékvezetők: Mikko Kaukokari Mikael Nord Vonalbírók: Ludvig Lundgren Lauri Nikulainen |
| Nyesztyerov (Guszev, Plotnyikov) (PP) – 32:19 | 2–1          |                                             |              | Játékvezetők: Mikko Kaukokari Mikael Nord Vonalbírók: Ludvig Lundgren Lauri Nikulainen |
| | 2–2          | 38:41 – Krejčí (Červenka, Kundrátek) (PP)   |              |                                                                                        |
| | 2–3          | 39:16 – Špaček (Šulák, Sobotka) (PP)        |              |                                                                                        |
| | 2–4          | 43:14 – Klok (T. Zohorna, H. Zohorna)       |              |                                                                                        |
| Szemjonov (Plotnyikov, Andronov) – 43:50 | 3–4          |                                             |              |                                                                                        |
| Gricjuk (Guszev, Tkacsov) – 46:43 | 4–4          |                                             |              |                                                                                        |
| Csibiszov (Vojnov, Sipacsov) – 48:22 | 5–4          |                                             |              |                                                                                        |
| | 5–5          | 48:57 – Hyka (Sedlák, Krejčí)               |              |                                                                                        |
| | 5–6          | 64:29 – Šulák (Krejčí) (PP)                 |              |                                                                                        |

Negyeddöntő
| 2022. február 16. 14:00 (7:00) | Az Orosz Olimpiai Bizottság versenyzői (ROC) | 3–1 (1–1, 1–0, 1–0) | Dánia (DEN) | Wukesong Arena, Peking Nézőszám: 727 |

| Jegyzőkönyv | Jegyzőkönyv  | Jegyzőkönyv                                  | Jegyzőkönyv    | Jegyzőkönyv                                                                             |
| --- | ------------ | -------------------------------------------- | -------------- | --------------------------------------------------------------------------------------- |
| | Ivan Fedotov | Kapusok                                      | Sebastian Dahm | Játékvezetők: Michael Campbell Martin Fraňo Vonalbírók: Andreas Malmqvist Jiří Ondráček |
| \| Sipacsov (Guszev, Jakovlev) – 13:01 \| 1–0 \| \| \| \| 1–1 \| 22:57 – Nielsen (Bau Hansen, Lauridsen) (PP) \| \| Nyesztyerov (Guszev, Gricjuk) – 34:36 \| 2–1 \| \| \| Vojnov (Sipacsov, Gricjuk) (PP) – 55:45 \| 3–1 \| \| |              |                                              |                | Játékvezetők: Michael Campbell Martin Fraňo Vonalbírók: Andreas Malmqvist Jiří Ondráček |
| 4 perc | Büntetések   | 6 perc                                       |                | Játékvezetők: Michael Campbell Martin Fraňo Vonalbírók: Andreas Malmqvist Jiří Ondráček |
| 40 | Lövések      | 18                                           |                | Játékvezetők: Michael Campbell Martin Fraňo Vonalbírók: Andreas Malmqvist Jiří Ondráček |
| Sipacsov (Guszev, Jakovlev) – 13:01 | 1–0          |                                              |                | Játékvezetők: Michael Campbell Martin Fraňo Vonalbírók: Andreas Malmqvist Jiří Ondráček |
| | 1–1          | 22:57 – Nielsen (Bau Hansen, Lauridsen) (PP) |                | Játékvezetők: Michael Campbell Martin Fraňo Vonalbírók: Andreas Malmqvist Jiří Ondráček |
| Nyesztyerov (Guszev, Gricjuk) – 34:36 | 2–1          |                                              |                | Játékvezetők: Michael Campbell Martin Fraňo Vonalbírók: Andreas Malmqvist Jiří Ondráček |
| Vojnov (Sipacsov, Gricjuk) (PP) – 55:45 | 3–1          |                                              |                |                                                                                         |

Elődöntő
| 2022. február 18. 21:10 (14:10) | Az Orosz Olimpiai Bizottság versenyzői (ROC) | 2–1 (sz.) (0–0, 1–0, 0–1) (h.u.: 0–0) (sz.: 1–0) | Svédország (SWE) | Beijing National Indoor Stadium, Peking Nézőszám: 1161 |

| Jegyzőkönyv                                                                                               | Jegyzőkönyv  | Jegyzőkönyv                                                              | Jegyzőkönyv    | Jegyzőkönyv                                                                        |
| --- | ------------ | ------------------------------------------------------------------------ | -------------- | ---------------------------------------------------------------------------------- |
| | Ivan Fedotov | Kapusok                                                                  | Lars Johansson | Játékvezetők: Andrew Bruggeman Oliver Gouin Vonalbírók: Daniel Hynek Jiří Ondráček |
| \| Szlepisev (Karnauhov, Jakovlev) – 20:15 \| 1–0 \| \| \| \| 1–1 \| 46:22 – Lander (Tömmernes, Pudas) \| |              |                                                                          |                | Játékvezetők: Andrew Bruggeman Oliver Gouin Vonalbírók: Daniel Hynek Jiří Ondráček |
| Szlepisev Grigorenko Guszev Tkacsov Jakovlev Guszev Gricjuk                                               | Szétlövés    | Klingberg Wallmark Nordström Tömmernes Lander Klingberg Wallmark Friberg |                | Játékvezetők: Andrew Bruggeman Oliver Gouin Vonalbírók: Daniel Hynek Jiří Ondráček |
| 4 perc | Büntetések   | 4 perc                                                                   |                | Játékvezetők: Andrew Bruggeman Oliver Gouin Vonalbírók: Daniel Hynek Jiří Ondráček |
| 41 | Lövések      | 35                                                                       |                | Játékvezetők: Andrew Bruggeman Oliver Gouin Vonalbírók: Daniel Hynek Jiří Ondráček |
| Szlepisev (Karnauhov, Jakovlev) – 20:15                                                                   | 1–0          |                                                                          |                | Játékvezetők: Andrew Bruggeman Oliver Gouin Vonalbírók: Daniel Hynek Jiří Ondráček |
| | 1–1          | 46:22 – Lander (Tömmernes, Pudas)                                        |                | Játékvezetők: Andrew Bruggeman Oliver Gouin Vonalbírók: Daniel Hynek Jiří Ondráček |

Döntő
| 2022. február 20. 12:10 (5:10) | Finnország (FIN) | 2–1 (0–1, 1–0, 1–0) | Az Orosz Olimpiai Bizottság versenyzői (ROC) | Beijing National Indoor Stadium, Peking Nézőszám: 1288 |

| Jegyzőkönyv | Jegyzőkönyv  | Jegyzőkönyv                                   | Jegyzőkönyv  | Jegyzőkönyv                                                                            |
| --- | ------------ | --------------------------------------------- | ------------ | -------------------------------------------------------------------------------------- |
| | Harri Säteri | Kapusok                                       | Ivan Fedotov | Játékvezetők: Tobias Björk Andrew Bruggeman Vonalbírók: William Hancock Dustin McCrank |
| \| \| 0–1 \| 07:17 – Grigorenko (Nyesztyerov, Guszev) (PP) \| \| Pokka (Björninen, Ohtamaa) – 23:28 \| 1–1 \| \| \| Björninen (Anttila, Ohtamaa) – 40:31 \| 2–1 \| \| |              |                                               |              | Játékvezetők: Tobias Björk Andrew Bruggeman Vonalbírók: William Hancock Dustin McCrank |
| 2 perc | Büntetések   | 6 perc                                        |              | Játékvezetők: Tobias Björk Andrew Bruggeman Vonalbírók: William Hancock Dustin McCrank |
| 31 | Lövések      | 17                                            |              | Játékvezetők: Tobias Björk Andrew Bruggeman Vonalbírók: William Hancock Dustin McCrank |
| | 0–1          | 07:17 – Grigorenko (Nyesztyerov, Guszev) (PP) |              | Játékvezetők: Tobias Björk Andrew Bruggeman Vonalbírók: William Hancock Dustin McCrank |
| Pokka (Björninen, Ohtamaa) – 23:28 | 1–1          |                                               |              | Játékvezetők: Tobias Björk Andrew Bruggeman Vonalbírók: William Hancock Dustin McCrank |
| Björninen (Anttila, Ohtamaa) – 40:31 | 2–1          |                                               |              | Játékvezetők: Tobias Björk Andrew Bruggeman Vonalbírók: William Hancock Dustin McCrank |

| Csapat                                       | Helyezés                 |
| -------------------------------------------- | ------------------------ |
| Az Orosz Olimpiai Bizottság versenyzői (ROC) | 2. helyezett, ezüstérmes |

### Női
- Szövetségi kapitány: Jevgenyij Bobariko

| Az Orosz Olimpiai Bizottság női jégkorongcsapat-játékoskerete | Az Orosz Olimpiai Bizottság női jégkorongcsapat-játékoskerete | Az Orosz Olimpiai Bizottság női jégkorongcsapat-játékoskerete | Az Orosz Olimpiai Bizottság női jégkorongcsapat-játékoskerete | Az Orosz Olimpiai Bizottság női jégkorongcsapat-játékoskerete | Az Orosz Olimpiai Bizottság női jégkorongcsapat-játékoskerete | Az Orosz Olimpiai Bizottság női jégkorongcsapat-játékoskerete | Az Orosz Olimpiai Bizottság női jégkorongcsapat-játékoskerete |
| #                                                             | Poszt                                                         | Név                                                           | Magasság                                                      | Súly                                                          | Születési idő                                                 | Klub az olimpia idején                                        |                                                               |
| ------------------------------------------------------------- | ------------------------------------------------------------- | ------------------------------------------------------------- | ------------------------------------------------------------- | ------------------------------------------------------------- | ------------------------------------------------------------- | ------------------------------------------------------------- | ------------------------------------------------------------- |
| 2                                                             | V                                                             | Angelina Goncsarenko                                          | 1,78 m (5 ft 10 in)                                           | 73 kg (161 lb)                                                | 1994. május 23.                                               | HK SZKIF Nyizsnyij Novgorod                                   |                                                               |
| 4                                                             | V                                                             | Julija Szmirnova                                              | 1,63 m (5 ft 4 in)                                            | 55 kg (121 lb)                                                | 1998. május 8.                                                | Gyinamo-Nyeva Szentpétervár                                   |                                                               |
| 10                                                            | CS                                                            | Ljudmila Beljakova                                            | 1,70 m (5 ft 7 in)                                            | 65 kg (143 lb)                                                | 1994. augusztus 12.                                           | HK Tornado                                                    |                                                               |
| 11                                                            | V                                                             | Liana Ganyejeva                                               | 1,65 m (5 ft 5 in)                                            | 62 kg (137 lb)                                                | 1997. december 20.                                            | Gyinamo-Nyeva Szentpétervár                                   |                                                               |
| 12                                                            | V                                                             | Marija Pecsnyikova                                            | 1,78 m (5 ft 10 in)                                           | 60 kg (130 lb)                                                | 1992. június 8.                                               | Agigyel Ufa                                                   |                                                               |
| 13                                                            | V                                                             | Nyina Pirogova                                                | 1,73 m (5 ft 8 in)                                            | 60 kg (130 lb)                                                | 1999. január 26.                                              | HK Tornado                                                    |                                                               |
| 15                                                            | CS                                                            | Valerija Pavlova                                              | 1,78 m (5 ft 10 in)                                           | 78 kg (172 lb)                                                | 1995. április 15.                                             | Birjusza Krasznojarszk                                        |                                                               |
| 17                                                            | CS                                                            | Fanuza Kagyirova                                              | 1,61 m (5 ft 3 in)                                            | 59 kg (130 lb)                                                | 1998. április 6.                                              | Gyinamo-Nyeva Szentpétervár                                   |                                                               |
| 18                                                            | CS                                                            | Olga Szoszina                                                 | 1,63 m (5 ft 4 in)                                            | 76 kg (168 lb)                                                | 1992. július 27.                                              | Agigyel Ufa                                                   |                                                               |
| 19                                                            | V                                                             | Jelena Provorova                                              | 1,65 m (5 ft 5 in)                                            | 63 kg (139 lb)                                                | 2001. november 22.                                            | HK SZKIF Nyizsnyij Novgorod                                   |                                                               |
| 21                                                            | CS                                                            | Polina Bolgareva                                              | 1,67 m (5 ft 6 in)                                            | 65 kg (143 lb)                                                | 1999. február 6.                                              | Gyinamo-Nyeva Szentpétervár                                   |                                                               |
| 22                                                            | V                                                             | Marija Batalova                                               | 1,73 m (5 ft 8 in)                                            | 65 kg (143 lb)                                                | 1996. május 3.                                                | Agigyel Ufa                                                   |                                                               |
| 23                                                            | K                                                             | Darja Gredzen                                                 | 1,76 m (5 ft 9 in)                                            | 68 kg (150 lb)                                                | 2004. március 23.                                             | Birjusza Krasznojarszk                                        |                                                               |
| 26                                                            | CS                                                            | Jekatyerina Dobrogyejeva                                      | 1,59 m (5 ft 3 in)                                            | 58 kg (128 lb)                                                | 1999. december 10.                                            | Birjusza Krasznojarszk                                        |                                                               |
| 27                                                            | CS                                                            | Veronyika Korzsakova                                          | 1,68 m (5 ft 6 in)                                            | 64 kg (141 lb)                                                | 2003. június 9.                                               | Agigyel Ufa                                                   |                                                               |
| 29                                                            | CS                                                            | Alekszandra Vafina – A                                        | 1,64 m (5 ft 5 in)                                            | 57 kg (126 lb)                                                | 1990. július 28.                                              | Gyinamo-Nyeva Szentpétervár                                   |                                                               |
| 30                                                            | K                                                             | Valerija Merkuseva                                            | 1,68 m (5 ft 6 in)                                            | 66 kg (146 lb)                                                | 1999. szeptember 20.                                          | HK SZKIF Nyizsnyij Novgorod                                   |                                                               |
| 42                                                            | CS                                                            | Okszana Bratyiscseva                                          | 1,65 m (5 ft 5 in)                                            | 54 kg (119 lb)                                                | 2000. június 5.                                               | HK SZKIF Nyizsnyij Novgorod                                   |                                                               |
| 59                                                            | CS                                                            | Jelena Dergacsova                                             | 1,59 m (5 ft 3 in)                                            | 55 kg (121 lb)                                                | 1995. november 8.                                             | HK Tornado                                                    |                                                               |
| 69                                                            | K                                                             | Marija Szorokina                                              | 1,66 m (5 ft 5 in)                                            | 65 kg (143 lb)                                                | 1995. augusztus 19.                                           | Agigyel Ufa                                                   |                                                               |
| 70                                                            | V                                                             | Anna Sibanova – A                                             | 1,63 m (5 ft 4 in)                                            | 63 kg (139 lb)                                                | 1994. november 10.                                            | Agigyel Ufa                                                   |                                                               |
| 72                                                            | V                                                             | Anna Szavonyina                                               | 1,63 m (5 ft 4 in)                                            | 63 kg (139 lb)                                                | 2001. december 5.                                             | HK Tornado                                                    |                                                               |
| 73                                                            | CS                                                            | Viktorija Kulisova                                            | 1,70 m (5 ft 7 in)                                            | 57 kg (126 lb)                                                | 1999. augusztus 12.                                           | HK SZKIF Nyizsnyij Novgorod                                   |                                                               |
| 76                                                            | V                                                             | Jekatyerina Nyikolajeva                                       | 1,66 m (5 ft 5 in)                                            | 69 kg (152 lb)                                                | 1995. október 5.                                              | Gyinamo-Nyeva Szentpétervár                                   |                                                               |
| 79                                                            | CS                                                            | Landis Faljahova                                              | 1,58 m (5 ft 2 in)                                            | 54 kg (119 lb)                                                | 1998. augusztus 31.                                           | HK SZKIF Nyizsnyij Novgorod                                   |                                                               |
| 87                                                            | CS                                                            | Polina Lucsnyikova                                            | 1,67 m (5 ft 6 in)                                            | 68 kg (150 lb)                                                | 2002. január 30.                                              | Agigyel Ufa                                                   |                                                               |
| 97                                                            | CS                                                            | Anna Sohina – C                                               | 1,68 m (5 ft 6 in)                                            | 67 kg (148 lb)                                                | 1997. június 23.                                              | HK Tornado                                                    |                                                               |

A csoport
| Hely. | Csapat                                       | M | Gy | HGy | HV | V | G+ | G– | Gk  | P  | Továbbjutás                  |
| ----- | -------------------------------------------- | - | -- | --- | -- | - | -- | -- | --- | -- | ---------------------------- |
| 1.    | Kanada (CAN)                                 | 4 | 4  | 0   | 0  | 0 | 33 | 5  | +28 | 12 | Továbbjutott a negyeddöntőbe |
| 2.    | Egyesült Államok (USA)                       | 4 | 3  | 0   | 0  | 1 | 20 | 6  | +14 | 9  | Továbbjutott a negyeddöntőbe |
| 3.    | Finnország (FIN)                             | 4 | 1  | 0   | 0  | 3 | 10 | 19 | −9  | 3  | Továbbjutott a negyeddöntőbe |
| 4.    | Az Orosz Olimpiai Bizottság versenyzői (ROC) | 4 | 1  | 0   | 0  | 3 | 6  | 18 | −12 | 3  | Továbbjutott a negyeddöntőbe |
| 5.    | Svájc (SUI)                                  | 4 | 1  | 0   | 0  | 3 | 6  | 27 | −21 | 3  | Továbbjutott a negyeddöntőbe |

1. 1 2 3  Finnország 3 pont, +4 Gk; Orosz Olimpiai Bizottság 3 pont, −2 Gk; Svájc 3 pont, −2 Gk. Orosz Olimpiai Bizottság 5–2 Svájc.

| 2022. február 4. 12:10 (5:10) | Az Orosz Olimpiai Bizottság versenyzői (ROC) | 5–2 (2–1, 2–1, 1–0) | Svájc (SUI) | Beijing National Indoor Stadium, Peking |

| Jegyzőkönyv | Jegyzőkönyv      | Jegyzőkönyv                             | Jegyzőkönyv    | Jegyzőkönyv                                                                                   |
| --- | ---------------- | --------------------------------------- | -------------- | --------------------------------------------------------------------------------------------- |
| | Marija Szorokina | Kapusok                                 | Andrea Brändli | Játékvezetők: Cianna Lieffers Elizabeth Mantha Vonalbírók: Kendall Hanley Jacqueline Spresser |
| \| Dobrogyejeva (Vafina, Pavlova) – 05:54 \| 1–0 \| \| \| \| 1–1 \| Stalder (Christen, Müller) (PP) – 17:16 \| \| Bolgareva (Kagyirova) – 17:29 \| 2–1 \| \| \| \| 2–2 \| Müller (Ryhner) (SH) – 26:57 \| \| Sibanova (Pecsnyikova, Bratyiscseva) – 30:30 \| 3–2 \| \| \| Bolgareva (Kagyirova) – 37:07 \| 4–2 \| \| \| Bolgareva (Vafina) (SH) – 41:39 \| 5–2 \| \| |                  |                                         |                | Játékvezetők: Cianna Lieffers Elizabeth Mantha Vonalbírók: Kendall Hanley Jacqueline Spresser |
| 10 perc | Büntetések       | 6 perc                                  |                | Játékvezetők: Cianna Lieffers Elizabeth Mantha Vonalbírók: Kendall Hanley Jacqueline Spresser |
| 31 | Lövések          | 30                                      |                | Játékvezetők: Cianna Lieffers Elizabeth Mantha Vonalbírók: Kendall Hanley Jacqueline Spresser |
| Dobrogyejeva (Vafina, Pavlova) – 05:54 | 1–0              |                                         |                | Játékvezetők: Cianna Lieffers Elizabeth Mantha Vonalbírók: Kendall Hanley Jacqueline Spresser |
| | 1–1              | Stalder (Christen, Müller) (PP) – 17:16 |                | Játékvezetők: Cianna Lieffers Elizabeth Mantha Vonalbírók: Kendall Hanley Jacqueline Spresser |
| Bolgareva (Kagyirova) – 17:29 | 2–1              |                                         |                | Játékvezetők: Cianna Lieffers Elizabeth Mantha Vonalbírók: Kendall Hanley Jacqueline Spresser |
| | 2–2              | Müller (Ryhner) (SH) – 26:57            |                |                                                                                               |
| Sibanova (Pecsnyikova, Bratyiscseva) – 30:30 | 3–2              |                                         |                |                                                                                               |
| Bolgareva (Kagyirova) – 37:07 | 4–2              |                                         |                |                                                                                               |
| Bolgareva (Vafina) (SH) – 41:39 | 5–2              |                                         |                |                                                                                               |

| 2022. február 5. 21:10 (14:10) | Egyesült Államok (USA) | 5–0 (1–0, 1–0, 3–0) | Az Orosz Olimpiai Bizottság versenyzői (ROC) | Wukesong Arena, Peking Nézőszám: 581 |

| Jegyzőkönyv | Jegyzőkönyv    | Jegyzőkönyv | Jegyzőkönyv                    | Jegyzőkönyv                                                                      |
| --- | -------------- | ----------- | ------------------------------ | -------------------------------------------------------------------------------- |
| | Nicole Hensley | Kapusok     | Marija Szorokina Darja Gredzen | Játékvezetők: Tijana Haack Anniina Nurmi Vonalbírók: Anna Hammar Jenni Heikkinen |
| \| Harmon (Knight, Brandt) – 12:29 \| 1–0 \| \| \| Knight (Harmon, Coyne Schofield) – 28:51 \| 2–0 \| \| \| Zumwinkle (Cameranesi, Bozek) – 43:57 \| 3–0 \| \| \| Compher (Murphy, Scamurra) – 46:15 \| 4–0 \| \| \| Carpenter (Kessel, Harmon) – 48:44 \| 5–0 \| \| |                |             |                                | Játékvezetők: Tijana Haack Anniina Nurmi Vonalbírók: Anna Hammar Jenni Heikkinen |
| 6 perc | Büntetések     | 14 perc     |                                | Játékvezetők: Tijana Haack Anniina Nurmi Vonalbírók: Anna Hammar Jenni Heikkinen |
| 62 | Lövések        | 12          |                                | Játékvezetők: Tijana Haack Anniina Nurmi Vonalbírók: Anna Hammar Jenni Heikkinen |
| Harmon (Knight, Brandt) – 12:29 | 1–0            |             |                                | Játékvezetők: Tijana Haack Anniina Nurmi Vonalbírók: Anna Hammar Jenni Heikkinen |
| Knight (Harmon, Coyne Schofield) – 28:51 | 2–0            |             |                                | Játékvezetők: Tijana Haack Anniina Nurmi Vonalbírók: Anna Hammar Jenni Heikkinen |
| Zumwinkle (Cameranesi, Bozek) – 43:57 | 3–0            |             |                                | Játékvezetők: Tijana Haack Anniina Nurmi Vonalbírók: Anna Hammar Jenni Heikkinen |
| Compher (Murphy, Scamurra) – 46:15 | 4–0            |             |                                |                                                                                  |
| Carpenter (Kessel, Harmon) – 48:44 | 5–0            |             |                                |                                                                                  |

| 2022. február 7. 12:10 (5:10) | Az Orosz Olimpiai Bizottság versenyzői (ROC) | 1–6 (0–2, 1–2, 0–2) | Kanada (CAN) | Wukesong Arena, Peking Nézőszám: 545 |

| Jegyzőkönyv | Jegyzőkönyv                    | Jegyzőkönyv                            | Jegyzőkönyv         | Jegyzőkönyv                                                                          |
| --- | ------------------------------ | -------------------------------------- | ------------------- | ------------------------------------------------------------------------------------ |
| | Darja Gredzen Marija Szorokina | Kapusok                                | Emerance Maschmeyer | Játékvezetők: Darja Jermak Chelsea Rapin Vonalbírók: Veronica Lovensnö Linnea Sainio |
| \| \| 0–1 \| 02:09 – Nurse \| \| \| 0–2 \| 02:29 – Fillier (Fast, Rattray) \| \| \| 0–3 \| 27:45 – Rattray (Spooner, Nurse) (PP) \| \| \| 0–4 \| 30:29 – Ambrose (Johnston, Stacey) \| \| Sohina (Vafina) – 37:21 \| 1–4 \| \| \| \| 1–5 \| 40:39 – Johnston (Jenner, Poulin) (PP) \| \| \| 1–6 \| 45:50 – Poulin (Jenner, Ambrose) (PP) \| |                                |                                        |                     | Játékvezetők: Darja Jermak Chelsea Rapin Vonalbírók: Veronica Lovensnö Linnea Sainio |
| 14 perc | Büntetések                     | 8 perc                                 |                     | Játékvezetők: Darja Jermak Chelsea Rapin Vonalbírók: Veronica Lovensnö Linnea Sainio |
| 12 | Lövések                        | 49                                     |                     | Játékvezetők: Darja Jermak Chelsea Rapin Vonalbírók: Veronica Lovensnö Linnea Sainio |
| | 0–1                            | 02:09 – Nurse                          |                     | Játékvezetők: Darja Jermak Chelsea Rapin Vonalbírók: Veronica Lovensnö Linnea Sainio |
| | 0–2                            | 02:29 – Fillier (Fast, Rattray)        |                     | Játékvezetők: Darja Jermak Chelsea Rapin Vonalbírók: Veronica Lovensnö Linnea Sainio |
| | 0–3                            | 27:45 – Rattray (Spooner, Nurse) (PP)  |                     | Játékvezetők: Darja Jermak Chelsea Rapin Vonalbírók: Veronica Lovensnö Linnea Sainio |
| | 0–4                            | 30:29 – Ambrose (Johnston, Stacey)     |                     |                                                                                      |
| Sohina (Vafina) – 37:21 | 1–4                            |                                        |                     |                                                                                      |
| | 1–5                            | 40:39 – Johnston (Jenner, Poulin) (PP) |                     |                                                                                      |
| | 1–6                            | 45:50 – Poulin (Jenner, Ambrose) (PP)  |                     |                                                                                      |

| 2022. február 8. 21:10 (14:10) | Finnország (FIN) | 5–0 (2–0, 3–0, 0–0) | Az Orosz Olimpiai Bizottság versenyzői (ROC) | Beijing National Indoor Stadium, Peking Nézőszám: 797 |

| Jegyzőkönyv | Jegyzőkönyv  | Jegyzőkönyv | Jegyzőkönyv                         | Jegyzőkönyv                                                                |
| --- | ------------ | ----------- | ----------------------------------- | -------------------------------------------------------------------------- |
| | Anni Keisala | Kapusok     | Marija Szorokina Valerija Merkuseva | Játékvezetők: Kelly Cooke Anna Wiegand Vonalbírók: Alex Clarke Sara Strong |
| \| Rantala (Niskanen) – 09:06 \| 1–0 \| \| \| Karvinen (Nieminen, Tulus) (PP) – 18:18 \| 2–0 \| \| \| Nylund (Vanhanen, Rantala) – 27:09 \| 3–0 \| \| \| Tuominen (Laitinen) (PP) – 30:37 \| 4–0 \| \| \| Tapani (Hiirikoski, Tulus) (PP) – 31:06 \| 5–0 \| \| |              |             |                                     | Játékvezetők: Kelly Cooke Anna Wiegand Vonalbírók: Alex Clarke Sara Strong |
| 6 perc | Büntetések   | 14 perc     |                                     | Játékvezetők: Kelly Cooke Anna Wiegand Vonalbírók: Alex Clarke Sara Strong |
| 30 | Lövések      | 19          |                                     | Játékvezetők: Kelly Cooke Anna Wiegand Vonalbírók: Alex Clarke Sara Strong |
| Rantala (Niskanen) – 09:06 | 1–0          |             |                                     | Játékvezetők: Kelly Cooke Anna Wiegand Vonalbírók: Alex Clarke Sara Strong |
| Karvinen (Nieminen, Tulus) (PP) – 18:18 | 2–0          |             |                                     | Játékvezetők: Kelly Cooke Anna Wiegand Vonalbírók: Alex Clarke Sara Strong |
| Nylund (Vanhanen, Rantala) – 27:09 | 3–0          |             |                                     | Játékvezetők: Kelly Cooke Anna Wiegand Vonalbírók: Alex Clarke Sara Strong |
| Tuominen (Laitinen) (PP) – 30:37 | 4–0          |             |                                     |                                                                            |
| Tapani (Hiirikoski, Tulus) (PP) – 31:06 | 5–0          |             |                                     |                                                                            |

Negyeddöntő
| 2022. február 12. 12:10 (5:10) | Az Orosz Olimpiai Bizottság versenyzői (ROC) | 2–4 (0–0, 1–1, 1–3) | Svájc (SUI) | Beijing National Indoor Stadium, Peking Nézőszám: 670 |

| Jegyzőkönyv | Jegyzőkönyv        | Jegyzőkönyv                     | Jegyzőkönyv    | Jegyzőkönyv                                                                     |
| --- | ------------------ | ------------------------------- | -------------- | ------------------------------------------------------------------------------- |
| | Valerija Merkuseva | Kapusok                         | Andrea Brändli | Játékvezetők: Kelly Cooke Chelsea Rapin Vonalbírók: Jenni Heikkinen Sara Strong |
| \| \| 0–1 \| 34:31 – Stänz (Müller, Stalder) \| \| Szavonyina (Sohina, Korzsakova) – 37:38 \| 1–1 \| \| \| \| 1–2 \| 47:31 – Rüegg (Moy, Vallario) \| \| Lucsnyikova (Bratyiscseva, Kagyirova) – 56:53 \| 2–2 \| \| \| \| 2–3 \| 57:23 – Müller (Stalder) \| \| \| 2–4 \| 59:58 – Müller (SH, ENG) \| |                    |                                 |                | Játékvezetők: Kelly Cooke Chelsea Rapin Vonalbírók: Jenni Heikkinen Sara Strong |
| 4 perc | Büntetések         | 6 perc                          |                | Játékvezetők: Kelly Cooke Chelsea Rapin Vonalbírók: Jenni Heikkinen Sara Strong |
| 24 | Lövések            | 36                              |                | Játékvezetők: Kelly Cooke Chelsea Rapin Vonalbírók: Jenni Heikkinen Sara Strong |
| | 0–1                | 34:31 – Stänz (Müller, Stalder) |                | Játékvezetők: Kelly Cooke Chelsea Rapin Vonalbírók: Jenni Heikkinen Sara Strong |
| Szavonyina (Sohina, Korzsakova) – 37:38 | 1–1                |                                 |                | Játékvezetők: Kelly Cooke Chelsea Rapin Vonalbírók: Jenni Heikkinen Sara Strong |
| | 1–2                | 47:31 – Rüegg (Moy, Vallario)   |                | Játékvezetők: Kelly Cooke Chelsea Rapin Vonalbírók: Jenni Heikkinen Sara Strong |
| Lucsnyikova (Bratyiscseva, Kagyirova) – 56:53 | 2–2                |                                 |                |                                                                                 |
| | 2–3                | 57:23 – Müller (Stalder)        |                |                                                                                 |
| | 2–4                | 59:58 – Müller (SH, ENG)        |                |                                                                                 |

| Csapat                                       | Helyezés |
| -------------------------------------------- | -------- |
| Az Orosz Olimpiai Bizottság versenyzői (ROC) | 5.       |

## Műkorcsolya
| Versenyző                                | Versenyszám  | Rövid program | Rövid program | Kűr    | Kűr   | Összesítés | Összesítés               |
| Versenyző                                | Versenyszám  | Pont          | Hely.         | Pont   | Hely. | Pont       | Helyezés                 |
| ---------------------------------------- | ------------ | ------------- | ------------- | ------ | ----- | ---------- | ------------------------ |
| Mark Kondratyjuk                         | Férfi egyéni | 86,11         | 15.           | 162,71 | 14.   | 248,82     | 15.                      |
| Andrej Mozaljov                          | Férfi egyéni | 77,05         | 23.           | 156,28 | 18.   | 233,33     | 19.                      |
| Jevgenyij Szemenyenko                    | Férfi egyéni | 95,76         | 7.            | 178,37 | 9.    | 274,13     | 8.                       |
| Anna Scserbakova                         | Női egyéni   | 80,20         | 2.            | 175,75 | 2.    | 255,95     | 1. helyezett, aranyérmes |
| Alekszandra Truszova                     | Női egyéni   | 74,60         | 4.            | 177,13 | 1.    | 251,73     | 2. helyezett, ezüstérmes |
| Kamila Valijeva                          | Női egyéni   | 82,16         | 1.            | 141,93 | 5.    | 224,09     | 4.                       |
| Alekszandra Bojkova Dmitrij Kozlovszkij  | Páros        | 78,59         | 4.            | 141,91 | 4.    | 220,50     | 4.                       |
| Anasztaszija Misina Alekszandr Galljamov | Páros        | 82,76         | 3.            | 154,95 | 3.    | 237,71     | 3. helyezett, bronzérmes |
| Jevgenyija Taraszova Vlagyimir Morozov   | Páros        | 84,25         | 2.            | 155,00 | 2.    | 239,25     | 2. helyezett, ezüstérmes |
| Diana Davis Gleb Szmolkin                | Jégtánc      | 71,66         | 14.           | 108,16 | 14.   | 179,82     | 14.                      |
| Viktorija Szinyicina Nyikita Kacalapov   | Jégtánc      | 88,85         | 2.            | 131,66 | 2.    | 220,51     | 2. helyezett, ezüstérmes |
| Alekszandra Sztyepanova Ivan Bukin       | Jégtánc      | 84,09         | 5.            | 120,98 | 8.    | 205,07     | 6.                       |

Csapat
| Versenyző | Versenyszám   | Rövid program    | Rövid program    | Rövid program    | Rövid program    | Rövid program | Rövid program | Kűr              | Kűr              | Kűr              | Kűr              | Kűr        | Kűr                      |
| Versenyző | Versenyszám   | Férfi            | Női              | Páros            | Jégtánc          | Összesítés    | Összesítés    | Férfi            | Női              | Páros            | Jégtánc          | Összesítés | Összesítés               |
| Versenyző | Versenyszám   | Pont Csapat pont | Pont Csapat pont | Pont Csapat pont | Pont Csapat pont | Pont          | Hely.         | Pont Csapat pont | Pont Csapat pont | Pont Csapat pont | Pont Csapat pont | Pont       | Helyezés                 |
| --- | ------------- | ---------------- | ---------------- | ---------------- | ---------------- | ------------- | ------------- | ---------------- | ---------------- | ---------------- | ---------------- | ---------- | ------------------------ |
| Mark Kondratyjuk Kamila Valijeva Anasztaszija Misina / Alekszandr Galljamov Viktorija Szinyicina / Nyikita Kacalapov | Csapatverseny | 95,81 8          | 90,18 10         | 82,64 9          | 85,05 9          | 36            | 1.            | 181,65 9         | 178,92 10        | 145,20 10        | 128,17 9         | 74         | 1. helyezett, aranyérmes |

## Rövidpályás gyorskorcsolya
Férfi
| Versenyző                                                                       | Versenyszám  | Előfutam | Előfutam | Negyeddöntő | Negyeddöntő | Elődöntő | Elődöntő | B döntő  | B döntő | Döntő    | Döntő   | Helyezés                 |
| Versenyző                                                                       | Versenyszám  | Idő      | Hely.    | Idő         | Hely.       | Idő      | Hely.    | Idő      | Hely.   | Idő      | Hely.   | Helyezés                 |
| ------------------------------------------------------------------------------- | ------------ | -------- | -------- | ----------- | ----------- | -------- | -------- | -------- | ------- | -------- | ------- | ------------------------ |
| Gyenyisz Ajrapetyjan                                                            | 1000 m       | kizárták | kizárták | kiesett     | kiesett     | kiesett  | kiesett  | kiesett  | kiesett | kiesett  | kiesett | helyezetlen              |
| Gyenyisz Ajrapetyjan                                                            | 1500 m       |          |          | 2:09,776    | 3.          | 2:10,773 | 3.       | 2:18,076 | 2.      |          |         | 12.                      |
| Szemjon Jelisztratov                                                            | 1000 m       | 1:24,077 | 3.       | kiesett     | kiesett     | kiesett  | kiesett  | kiesett  | kiesett | kiesett  | kiesett | 21.                      |
| Szemjon Jelisztratov                                                            | 1500 m       |          |          | 2:15,094    | 2.          | 2:13,229 | 2.       |          |         | 2:09,267 | 3.      | 3. helyezett, bronzérmes |
| Danyiil Ejbog                                                                   | 1500 m       |          |          | 2:16,975    | 4.          | kiesett  | kiesett  | kiesett  | kiesett | kiesett  | kiesett | 24.                      |
| Konsztantyin Ivlijev                                                            | 500 m        | 40,272   | 1.       | 40,351      | 1.          | 40,655   | 1.       |          |         | 40,431   | 2.      | 2. helyezett, ezüstérmes |
| Pavel Szitnyikov                                                                | 500 m        | 40,591   | 2.       | 40,643      | 2.          | 40,848   | 3.       | 41,217   | 2.      |          |         | 7.                       |
| Gyenyisz Ajrapetyjan Szemjon Jelisztratov Konsztantyin Ivlijev Pavel Szitnyikov | 5000 m váltó |          |          |             |             | 6:37,925 | 2.       |          |         | 6:43,440 | 4.      | 4.                       |

Női
| Versenyző                                                                       | Versenyszám  | Előfutam | Előfutam | Negyeddöntő | Negyeddöntő | Elődöntő | Elődöntő | B döntő  | B döntő  | Döntő   | Döntő   | Helyezés    |
| Versenyző                                                                       | Versenyszám  | Idő      | Hely.    | Idő         | Hely.       | Idő      | Hely.    | Idő      | Hely.    | Idő     | Hely.   | Helyezés    |
| ------------------------------------------------------------------------------- | ------------ | -------- | -------- | ----------- | ----------- | -------- | -------- | -------- | -------- | ------- | ------- | ----------- |
| Jekatyerina Jefremenkova                                                        | 500 m        | 43,140   | 4.       | kiesett     | kiesett     | kiesett  | kiesett  | kiesett  | kiesett  | kiesett | kiesett | 25.         |
| Jekatyerina Jefremenkova                                                        | 1000 m       | 1:29,734 | 2.       | 1:29,434    | 3.          | kiesett  | kiesett  | kiesett  | kiesett  | kiesett | kiesett | 12.         |
| Szofija Proszvirnova                                                            | 500 m        | 43,331   | 2.       | kizárták    | kizárták    | kiesett  | kiesett  | kiesett  | kiesett  | kiesett | kiesett | 18.         |
| Szofija Proszvirnova                                                            | 1000 m       | kizárták | kizárták | kiesett     | kiesett     | kiesett  | kiesett  | kiesett  | kiesett  | kiesett | kiesett | helyezetlen |
| Jelena Szeregina                                                                | 500 m        | 43,605   | 2.       | 43,712      | 2.          | 42,685   | 3.       | 42,972   | 1.       |         |         | 6.          |
| Anna Vosztrikova                                                                | 1000 m       | 1:28,290 | 3.       | 1:30,021    | 4.          | kiesett  | kiesett  | kiesett  | kiesett  | kiesett | kiesett | 16.         |
| Jekatyerina Jefremenkova Szofija Proszvirnova Jelena Szeregina Anna Vosztrikova | 3000 m váltó |          |          |             |             | 4:06,064 | 3.       | kizárták | kizárták |         |         | 7.          |

- Vera Rasszkazova

Vegyes
| Versenyző                                                                                                | Versenyszám  | Negyeddöntő | Negyeddöntő | Elődöntő | Elődöntő | B döntő | B döntő | Döntő   | Döntő   | Helyezés |
| Versenyző                                                                                                | Versenyszám  | Idő         | Hely.       | Idő      | Hely.    | Idő     | Hely.   | Idő     | Hely.   | Helyezés |
| --- | ------------ | ----------- | ----------- | -------- | -------- | ------- | ------- | ------- | ------- | -------- |
| Szofija Proszvirnova Jekatyerina Jefremenkova Jelena Szeregina Szemjon Jelisztratov Konsztantyin Ivlijev | 2000 m váltó | 2:38,445    | 2.          | kizárták | kizárták | kiesett | kiesett | kiesett | kiesett | 7.       |

## Síakrobatika
Ugrás
| Versenyző              | Versenyszám | Selejtező  | Selejtező  | Selejtező  | Selejtező     | Selejtező  | Döntő      | Döntő      | Döntő         | Döntő      | Döntő      | Helyezés                 |
| Versenyző              | Versenyszám | 1. forduló | 1. forduló | 2. forduló | 2. forduló    | 2. forduló | 1. forduló | 1. forduló | 1. forduló    | 1. forduló | 2. forduló | Helyezés                 |
| Versenyző              | Versenyszám | Pont       | Hely.      | Pont       | Jobb eredmény | Hely.      | 1. ugrás   | 2.ugrás    | Jobb eredmény | Hely.      | Pont       | Helyezés                 |
| ---------------------- | ----------- | ---------- | ---------- | ---------- | ------------- | ---------- | ---------- | ---------- | ------------- | ---------- | ---------- | ------------------------ |
| Ilja Burov             | Férfi       | 117,65     | 9.         | 120,36     | 120,36        | 3.         | 109,05     | 129,50     | 129,50        | 1.         | 114,93     | 3. helyezett, bronzérmes |
| Makszim Burov          | Férfi       | 95,02      | 21.        | 113,28     | 113,28        | 10.        | kiesett    | kiesett    | kiesett       | kiesett    | kiesett    | 16.                      |
| Sztanyiszlav Nyikityin | Férfi       | 119,47     | 7.         | 86,88      | 119,47        | 4.         | 117,26     | 119,00     | 119,00        | 10.        | kiesett    | 10.                      |
| Ljubov Nyikityina      | Női         | 63,80      | 23.        | 69,30      | 69,30         | 15.        | kiesett    | kiesett    | kiesett       | kiesett    | kiesett    | 21.                      |
| Jeszenyija Pantyjuhova | Női         | 82,84      | 10.        | 77,43      | 82,84         | 5.         | 78,75      | 58,29      | 78,75         | 9.         | kiesett    | 9.                       |
| Anasztaszija Pritkova  | Női         | 78,43      | 14.        | 77,43      | 78,43         | 10.        | kiesett    | kiesett    | kiesett       | kiesett    | kiesett    | 16.                      |

| Versenyző                                           | Versenyszám | 1. forduló | 1. forduló | 2. forduló | 2. forduló |
| Versenyző                                           | Versenyszám | Pont       | Hely.      | Pont       | Hely.      |
| --------------------------------------------------- | ----------- | ---------- | ---------- | ---------- | ---------- |
| Ljubov Nyikityina Ilja Burov Sztanyiszlav Nyikityin | Vegyes      | 295,97     | 5.         | kiesett    | kiesett    |

Akrobatika
Női
| Versenyző             | Versenyszám | Selejtező | Selejtező | Selejtező | Selejtező     | Selejtező | Döntő    | Döntő    | Döntő    | Döntő         | Döntő    |
| Versenyző             | Versenyszám | 1. futam  | 2. futam  | 3. futam  | Jobb eredmény | Hely.     | 1. futam | 2. futam | 3. futam | Jobb eredmény | Helyezés |
| --------------------- | ----------- | --------- | --------- | --------- | ------------- | --------- | -------- | -------- | -------- | ------------- | -------- |
| Kszenyija Orlova      | Big air     | 60,00     | 54,75     | 9,00      | 114,75        | 19.       | kiesett  | kiesett  | kiesett  | kiesett       | kiesett  |
| Kszenyija Orlova      | Slopestyle  | 45,31     | 32,20     |           | 45,31         | 21.       | kiesett  | kiesett  | kiesett  | kiesett       | kiesett  |
| Anasztaszija Tatalina | Big air     | 68,75     | 89,75     | 73,50     | 163,25        | 3.        | 75,50    | 22,25    | 47,00    | 122,50        | 10.      |
| Anasztaszija Tatalina | Slopestyle  | 63,85     | 72,03     |           | 72,03         | 5.        | 39,38    | 74,16    | 75,51    | 75,51         | 4.       |
| Alekszandra Glazkova  | Félcső      | 67,00     | 69,25     |           | 69,25         | 14.       | kiesett  | kiesett  | kiesett  | kiesett       | kiesett  |

Mogul
| Versenyző              | Versenyszám | Selejtező | Selejtező | Selejtező | Selejtező | Selejtező | Selejtező | Selejtező | Selejtező | Döntő    | Döntő    | Döntő    | Döntő    | Döntő         | Döntő         | Döntő         | Döntő         | Döntő    | Döntő    | Döntő    | Helyezés                 |
| Versenyző              | Versenyszám | 1. futam  | 1. futam  | 1. futam  | 1. futam  | 2. futam  | 2. futam  | 2. futam  | 2. futam  | 1. futam | 1. futam | 1. futam | 1. futam | 2. futam      | 2. futam      | 2. futam      | 2. futam      | 3. futam | 3. futam | 3. futam | Helyezés                 |
| Versenyző              | Versenyszám | Idő       | Pont      | Össz.     | Hely.     | Idő       | Pont      | Össz.     | Hely.     | Idő      | Pont     | Össz.    | Hely.    | Idő           | Pont          | Össz.         | Hely.         | Idő      | Pont     | Össz.    | Helyezés                 |
| ---------------------- | ----------- | --------- | --------- | --------- | --------- | --------- | --------- | --------- | --------- | -------- | -------- | -------- | -------- | ------------- | ------------- | ------------- | ------------- | -------- | -------- | -------- | ------------------------ |
| Nyikita Andrejev       | Férfi       | 24,15     | 51,24     | 74,71     | 13.       | 24,49     | 58,92     | 74,62     | 9.        | 24,18    | 60,84    | 76,95    | 8.       | nem ért célba | nem ért célba | nem ért célba | nem ért célba | kiesett  | kiesett  | kiesett  | 12.                      |
| Nyikita Novickij       | Férfi       | 25,03     | 59,72     | 67,39     | 27.       | 25,57     | 61,37     | 75,65     | 6.        | 25,00    | 60,85    | 75,88    | 13.      | kiesett       | kiesett       | kiesett       | kiesett       | kiesett  | kiesett  | kiesett  | 13.                      |
| Polina Csudinova       | Női         | 29,94     | 52,51     | 66,77     | 17.       | 29,10     | 55,72     | 70,93     | 5.        | 29,03    | 55,07    | 70,36    | 17.      | kiesett       | kiesett       | kiesett       | kiesett       | kiesett  | kiesett  | kiesett  | 17.                      |
| Viktorija Lazarenko    | Női         | 32,57     | 18,35     | 29,65     | 25.       | 29,65     | 71,11     | 12,27     | 13.       | kiesett  | kiesett  | kiesett  | kiesett  | kiesett       | kiesett       | kiesett       | kiesett       | kiesett  | kiesett  | kiesett  | 23.                      |
| Anasztaszija Pervusina | Női         | 32,57     | 48,67     | 59,97     | 22.       | 59,97     | 71,83     | 11,90     | 14.       | kiesett  | kiesett  | kiesett  | kiesett  | kiesett       | kiesett       | kiesett       | kiesett       | kiesett  | kiesett  | kiesett  | 24.                      |
| Anasztaszija Szmirnova | Női         | 28,84     | 57,51     | 73,01     | 8.        | kiemelt   | kiemelt   | kiemelt   | kiemelt   | 28,10    | 57,43    | 73,76    | 10.      | 27,95         | 62,14         | 78,64         | 4.            | 27,59    | 60,81    | 77,72    | 3. helyezett, bronzérmes |

Síkrossz
| Versenyző             | Versenyszám | Selejtező | Selejtező | Nyolcaddöntő | Negyeddöntő | Elődöntő | Döntő    | Helyezés                 |
| Versenyző             | Versenyszám | Idő       | Hely.     | Helyezés     | Helyezés    | Helyezés | Helyezés | Helyezés                 |
| --------------------- | ----------- | --------- | --------- | ------------ | ----------- | -------- | -------- | ------------------------ |
| Igor Omelin           | Férfi       | 1:12,28   | 2.        | 1.           | 4.          | kiesett  | kiesett  | 13.                      |
| Szergej Ridzik        | Férfi       | 1:13,95   | 29.       | 1.           | 1.          | 2.       | 3.       | 3. helyezett, bronzérmes |
| Kirill Sziszojev      | Férfi       | 1:13,36   | 20.       | 4.           | kiesett     | kiesett  | kiesett  | 25.                      |
| Anasztaszija Csircova | Női         | 1:21,53   | 22.       | 2.           | 4.          | kiesett  | kiesett  | 16.                      |
| Jekatyerina Malceva   | Női         | 1:19,45   | 14.       | 3.           | kiesett     | kiesett  | kiesett  | 19.                      |
| Jelizaveta Ponkratova | Női         | 1:19,56   | 17.       | 3.           | kiesett     | kiesett  | kiesett  | 21.                      |
| Natalja Serina        | Női         | 1:19,49   | 15.       | 3.           | kiesett     | kiesett  | kiesett  | 20.                      |

## Sífutás
Távolsági
Férfi
| Versenyző                                                                   | Versenyszám     | Klasszikus | Klasszikus | Szabad  | Szabad | Összesen  | Összesen                 |
| Versenyző                                                                   | Versenyszám     | Idő        | Hely.      | Idő     | Hely.  | Idő       | Helyezés                 |
| --------------------------------------------------------------------------- | --------------- | ---------- | ---------- | ------- | ------ | --------- | ------------------------ |
| Alekszandr Bolsunov                                                         | 15 km           |            |            |         |        | 38:18,0   | 2. helyezett, ezüstérmes |
| Alekszandr Bolsunov                                                         | 30 km           | 39:05,6    | 1.         | 36:32,3 | 1.     | 1:16:09,8 | 1. helyezett, aranyérmes |
| Alekszandr Bolsunov                                                         | 50 km           |            |            |         |        | 1:11:32,7 | 1. helyezett, aranyérmes |
| Alekszej Cservotkin                                                         | 15 km           |            |            |         |        | 38:51,7   | 5.                       |
| Alekszej Cservotkin                                                         | 30 km           | 41:41,0    | 32.        | 42:44,5 | 46.    | 1:24:59,5 | 36.                      |
| Artyjom Malcev                                                              | 30 km           | 40:38,4    | 10.        | 38:53,9 | 14.    | 1:20:04,6 | 9.                       |
| Artyjom Malcev                                                              | 50 km           |            |            |         |        | 1:11:43,4 | 4.                       |
| Ilja Szemikov                                                               | 15 km           |            |            |         |        | 39:34,7   | 9.                       |
| Gyenyisz Szpicov                                                            | 30 km           | 39:36,1    | 3.         | 37:14,6 | 2.     | 1:17:20,8 | 2. helyezett, ezüstérmes |
| Gyenyisz Szpicov                                                            | 50 km           |            |            |         |        | 1:11:58,9 | 6.                       |
| Ivan Jakimuskin                                                             | 15 km           |            |            |         |        | 39:52,6   | 13.                      |
| Ivan Jakimuskin                                                             | 50 km           |            |            |         |        | 1:11:38,2 | 2. helyezett, ezüstérmes |
| Alekszej Cservotkin Alekszandr Bolsunov Gyenyisz Szpicov Szergej Usztyjugov | 4 × 10 km váltó |            |            |         |        | 1:54:50,7 | 1. helyezett, aranyérmes |

Női
| Versenyző                                                                 | Versenyszám    | Klasszikus | Klasszikus | Szabad  | Szabad | Összesen      | Összesen                 |               |
| Versenyző                                                                 | Versenyszám    | Idő        | Hely.      | Idő     | Hely.  | Idő           | Helyezés                 |               |
| ------------------------------------------------------------------------- | -------------- | ---------- | ---------- | ------- | ------ | ------------- | ------------------------ | ------------- |
| Marija Isztomina                                                          | 30 km          |            |            |         |        | 1:28:00,1     | 9.                       |               |
| Natalja Nyeprjajeva                                                       | 10 km          |            |            |         |        | 28:37,9       | 4.                       |               |
| Natalja Nyeprjajeva                                                       | 15 km          | 22:42,3    | 7.         | 21:24,6 | 5.     | 44:43,9       | 2. helyezett, ezüstérmes |               |
| Natalja Nyeprjajeva                                                       | 30 km          |            |            |         |        | nem ért célba | nem ért célba            | nem ért célba |
| Anasztaszija Rigalina                                                     | 15 km          | 23:39,8    | 16.        | 21:14,3 | 3.     | 45:30,9       | 8.                       |               |
| Anasztaszija Rigalina                                                     | 30 km          |            |            |         |        | 1:31:22,1     | 17.                      |               |
| Tatyjana Szorina                                                          | 10 km          |            |            |         |        | 29:17,4       | 10.                      |               |
| Tatyjana Szorina                                                          | 15 km          | 23:34,7    | 14.        | 22:19,1 | 10.    | 46:31,3       | 11.                      |               |
| Tatyjana Szorina                                                          | 30 km          |            |            |         |        | 1:27:31,2     | 5.                       |               |
| Julija Sztupak                                                            | 10 km          |            |            |         |        | 29:03,8       | 7.                       |               |
| Julija Sztupak                                                            | 15 km          | 23:38,0    | 15.        | 24:02,8 | 40.    | 48:27,5       | 24.                      |               |
| Lilija Vasziljevna                                                        | 10 km          |            |            |         |        | 29:32,4       | 15.                      |               |
| Julija Sztupak Natalja Nyeprjajeva Tatyjana Szorina Veronyika Sztyepanova | 4 × 5 km váltó |            |            |         |        | 53:41,0       | 1. helyezett, aranyérmes |               |

Sprint
| Versenyző                                 | Versenyszám         | Selejtező  | Selejtező  | Negyeddöntő | Negyeddöntő | Elődöntő   | Elődöntő   | Döntő      | Helyezés                 |
| Versenyző                                 | Versenyszám         | Idő        | Hely.      | Idő         | Hely.       | Idő        | Hely.      | Idő        | Helyezés                 |
| ----------------------------------------- | ------------------- | ---------- | ---------- | ----------- | ----------- | ---------- | ---------- | ---------- | ------------------------ |
| Alekszandr Bolsunov                       | Férfi egyéni sprint | nem indult | nem indult | nem indult  | nem indult  | nem indult | nem indult | nem indult | –                        |
| Artyjom Malcev                            | Férfi egyéni sprint | 2:50,90    | 10.        | 2:50,37     | 2.          | 2:51,50    | 4.         | 3:01,65    | 5.                       |
| Alekszandr Terentyjev                     | Férfi egyéni sprint | 2:50,92    | 12.        | 2:57,93     | 2.          | 2:50,67    | 1.         | 2:59,37    | 3. helyezett, bronzérmes |
| Szergej Usztyjugov                        | Férfi egyéni sprint | 2:46,51    | 2.         | 2:51,94     | 2.          | 2:52,35    | 4.         | kiesett    | 8.                       |
| Alekszandr Bolsunov Alekszandr Terentyjev | Férfi csapatsprint  |            |            |             |             | 20:07,85   | 5.         | 19:27,28   | 3. helyezett, bronzérmes |
| Hrisztyina Macokina                       | Női egyéni sprint   | 3:29,64    | 45.        | kiesett     | kiesett     | kiesett    | kiesett    | kiesett    | 45.                      |
| Natalja Nyeprjajeva                       | Női egyéni sprint   | 3:21,76    | 20.        | 3:21,34     | 3.          | kiesett    | kiesett    | kiesett    | 14.                      |
| Veronyika Sztyepanova                     | Női egyéni sprint   | 3:20,41    | 12.        | 3:18,09     | 1.          | 3:16,22    | 3.         | kiesett    | 7.                       |
| Julija Sztupak                            | Női egyéni sprint   | 3:17,01    | 4.         | 3:18,65     | 4.          | kiesett    | kiesett    | kiesett    | 16.                      |
| Julija Sztupak Natalja Nyeprjajeva        | Női csapatsprint    |            |            |             |             | 23:00,47   | 1.         | 22:10,56   | 3. helyezett, bronzérmes |

## Síugrás
Férfi
| Versenyző                                                       | Versenyszám   | Selejtező | Selejtező | Selejtező | 1. ugrás | 1. ugrás | 1. ugrás | 2. ugrás | 2. ugrás | 2. ugrás | Összesítés | Összesítés |
| Versenyző                                                       | Versenyszám   | Táv       | Pont      | Hely.     | Táv      | Pont     | Hely.    | Táv      | Pont     | Hely.    | Pont       | Helyezés   |
| --------------------------------------------------------------- | ------------- | --------- | --------- | --------- | -------- | -------- | -------- | -------- | -------- | -------- | ---------- | ---------- |
| Jevgenyij Klimov                                                | Normálsánc    | 95,5      | 99,5      | 14.       | 104,0    | 135,0    | 4.       | 100,0    | 126,5    | 7.       | 261,5      | 5.         |
| Jevgenyij Klimov                                                | Nagysánc      | 130,0     | 119,5     | 13.       | 133,0    | 126,8    | 22.      | 132,5    | 128,7    | 21.      | 255,5      | 19.        |
| Mihail Nazarov                                                  | Normálsánc    | 86,5      | 81,4      | 31.       | 97,0     | 181,1    | 32.      | kiesett  | kiesett  | kiesett  | kiesett    | kiesett    |
| Mihail Nazarov                                                  | Nagysánc      | 124,5     | 112,6     | 21.       | 127,5    | 118,4    | 34.      | kiesett  | kiesett  | kiesett  | kiesett    | kiesett    |
| Danyil Szadrejev                                                | Normálsánc    | 92,5      | 97,0      | 18.       | 107,5    | 134,1    | 7.       | 98,0     | 125,3    | 11.      | 259,4      | 8.         |
| Danyil Szadrejev                                                | Nagysánc      | 136,5     | 127,3     | 5.        | 134,0    | 130,2    | 14.      | 133,5    | 129,5    | 19.      | 259,7      | 16.        |
| Roman Trofimov                                                  | Normálsánc    | 86,0      | 80,0      | 33.       | 97,5     | 120,8    | 29.      | 98,0     | 123,9    | 14.      | 244,7      | 23.        |
| Roman Trofimov                                                  | Nagysánc      | 123,5     | 116,0     | 16.       | 133,0    | 128,8    | 16.      | 130,5    | 125,1    | 26.      | 253,9      | 23.        |
| Danyil Szadrejev Roman Trofimov Mihail Nazarov Jevgenyij Klimov | Csapatverseny |           |           |           | 493,5    | 410,6    | 7.       | 476,5    | 395,9    | 8.       | 806,5      | 7.         |

Női
| Versenyző            | Versenyszám | Első forduló | Első forduló | Első forduló | Döntő | Döntő | Döntő | Összesítés | Összesítés |
| Versenyző            | Versenyszám | Táv          | Pont         | Hely.        | Táv   | Pont  | Hely. | Pont       | Helyezés   |
| -------------------- | ----------- | ------------ | ------------ | ------------ | ----- | ----- | ----- | ---------- | ---------- |
| Irina Avvakumova     | Normálsánc  | 95,0         | 99,6         | 9.           | 89,5  | 96,7  | 8.    | 196,3      | 7.         |
| Alekszandra Kusztova | Normálsánc  | 88,0         | 81,4         | 20.          | 85,0  | 90,0  | 13.   | 171,4      | 17.        |
| Irma Mahinyja        | Normálsánc  | 90,0         | 85,4         | 17.          | 90,0  | 95,5  | 9.    | 180,9      | 10.        |
| Szofja Tyihonova     | Normálsánc  | 78,5         | 70,3         | 27.          | 83,0  | 76,5  | 23.   | 46,8       | 26.        |

Vegyes
| Versenyző                                                        | Versenyszám   | Első forduló | Első forduló | Első forduló | Döntő | Döntő | Döntő | Összesítés | Összesítés               |
| Versenyző                                                        | Versenyszám   | Táv          | Pont         | Hely.        | Táv   | Pont  | Hely. | Pont       | Helyezés                 |
| ---------------------------------------------------------------- | ------------- | ------------ | ------------ | ------------ | ----- | ----- | ----- | ---------- | ------------------------ |
| Irma Mahinyja Danyil Szadrejev Irina Avvakumova Jevgenyij Klimov | Csapatverseny | 378,0        | 448,8        | 3.           | 376,5 | 441,5 | 4.    | 890,3      | 2. helyezett, ezüstérmes |

## Snowboard
Akrobatika
Férfi
| Versenyző           | Versenyszám | Selejtező | Selejtező | Selejtező | Selejtező     | Selejtező | Döntő    | Döntő    | Döntő    | Döntő         | Helyezés |
| Versenyző           | Versenyszám | 1. futam  | 2. futam  | 3. futam  | Jobb eredmény | Hely.     | 1. futam | 2. futam | 3. futam | Jobb eredmény | Helyezés |
| ------------------- | ----------- | --------- | --------- | --------- | ------------- | --------- | -------- | -------- | -------- | ------------- | -------- |
| Vlagyiszlav Hadarin | Slopestyle  | 64,73     | 21,15     |           | 64,73         | 15.       | kiesett  | kiesett  | kiesett  | kiesett       | 15.      |
| Vlagyiszlav Hadarin | Big air     | 67,00     | 37,25     | 30,00     | 104,25        | 19.       | kiesett  | kiesett  | kiesett  | kiesett       | 19.      |

Női
| Versenyző           | Versenyszám | Selejtező | Selejtező | Selejtező | Selejtező     | Selejtező | Döntő    | Döntő    | Döntő    | Döntő         | Helyezés |
| Versenyző           | Versenyszám | 1. futam  | 2. futam  | 3. futam  | Jobb eredmény | Hely.     | 1. futam | 2. futam | 3. futam | Jobb eredmény | Helyezés |
| ------------------- | ----------- | --------- | --------- | --------- | ------------- | --------- | -------- | -------- | -------- | ------------- | -------- |
| Jekatyerina Koszova | Big air     | 17,00     | 46,00     | 10,50     | 63,00         | 26.       | kiesett  | kiesett  | kiesett  | kiesett       | 26.      |

Parallel giant slalom
| Versenyző           | Versenyszám | Selejtező  | Selejtező  | Nyolcaddöntő                     | Negyeddöntő            | Elődöntő                    | Döntő                                    | Helyezés                 |
| Versenyző           | Versenyszám | Idő        | Hely.      | Ellenfél Eredmény                | Ellenfél Eredmény      | Ellenfél Eredmény           | Ellenfél Eredmény                        | Helyezés                 |
| ------------------- | ----------- | ---------- | ---------- | -------------------------------- | ---------------------- | --------------------------- | ---------------------------------------- | ------------------------ |
| Dmitrij Loginov     | Férfi       | 1:21,69    | 8.         | Vic Wild (ROC) · V nem ért célba | kiesett                | kiesett                     | kiesett                                  | kiesett                  |
| Dmitrij Karlagacsev | Férfi       | nem indult | nem indult | nem indult                       | nem indult             | nem indult                  | nem indult                               | nem indult               |
| Andrej Szobolev     | Férfi       | 1:22,87    | 19.        | kiesett                          | kiesett                | kiesett                     | kiesett                                  | kiesett                  |
| Vic Wild            | Férfi       | 1:22,06    | 9.         | Dmitrij Loginov (ROC) · Gy       | Lee Sang-ho (KOR) · Gy | Tim Mastnak (SLO) · V +0,48 | Kisdöntő · Roland Fischnaller (ITA) · Gy | 3. helyezett, bronzérmes |
| Milena Bikova       | Női         | kizárták   | kizárták   | kiesett                          | kiesett                | kiesett                     | kiesett                                  | kiesett                  |
| Szofija Nadirsina   | Női         | 1:27,22    | 4.         | Michelle Dekker (NED) · V +0,03  | kiesett                | kiesett                     | kiesett                                  | kiesett                  |
| Polina Szmolencova  | Női         | 1:28,16    | 9.         | Aleksandra Król (POL) · V +0,16  | kiesett                | kiesett                     | kiesett                                  | kiesett                  |
| Natalja Szoboleva   | Női         | 1:29,94    | 20.        | kiesett                          | kiesett                | kiesett                     | kiesett                                  | kiesett                  |

Snowboard cross
| Versenyző                        | Versenyszám | Rangsorolás | Rangsorolás | Nyolcaddöntő | Negyeddöntő | Elődöntő | Döntő       | Helyezés |
| Versenyző                        | Versenyszám | Idő         | Hely.       | Helyezés     | Helyezés    | Helyezés | Helyezés    | Helyezés |
| -------------------------------- | ----------- | ----------- | ----------- | ------------ | ----------- | -------- | ----------- | -------- |
| Danyiil Donszkih                 | Férfi       | 1:19,36     | 25.         | 3.           | kiesett     | kiesett  | kiesett     | 24.      |
| Jekatyerina Loktyeva-Zagorszkaja | Női         | 1:26,22     | 27.         | 4.           | kiesett     | kiesett  | kiesett     | 29.      |
| Alekszandra Parsina              | Női         | 1:24,76     | 19.         | 2.           | 4.          | kiesett  | kiesett     | 14.      |
| Krisztyina Paul                  | Női         | 1:24,76     | 10.         | 3.           | kiesett     | kiesett  | kiesett     | 17.      |
| Marija Vaszilcova                | Női         | 1:25,90     | 25.         | 3.           | kiesett     | kiesett  | kiesett     | 23.      |
| Danyiil Donszkih Krisztyina Paul | Vegyes      |             |             |              | 1.          | 4.       | Kisdöntő 4. | 8.       |

## Szánkó
| Versenyző                                  | Versenyszám | 1. futam      | 1. futam      | 2. futam | 2. futam | 3. futam | 3. futam | 4. futam | 4. futam | Összesítés | Összesítés               |
| Versenyző                                  | Versenyszám | Idő           | Hely.         | Idő      | Hely.    | Idő      | Hely.    | Idő      | Hely.    | Idő        | Helyezés                 |
| ------------------------------------------ | ----------- | ------------- | ------------- | -------- | -------- | -------- | -------- | -------- | -------- | ---------- | ------------------------ |
| Alekszandr Gorbacevics                     | Férfi egyes | 58,139        | 16.           | 58,339   | 13.      | 58,080   | 14.      | 58,043   | 15.      | 3:52,601   | 14.                      |
| Szemjon Pavlicsenko                        | Férfi egyes | 57,786        | 11.           | 58,115   | 10.      | 57,955   | 13.      | 57,793   | 11.      | 3:51,649   | 10.                      |
| Roman Repilov                              | Férfi egyes | 57,594        | 8.            | 58,679   | 16.      | 57,714   | 9.       | 57,647   | 8.       | 3:51,634   | 9.                       |
| Viktorija Gyemcsenko                       | Női egyes   | 58,869        | 7.            | 1:03,466 | 33.      | 58,838   | 9.       | kiesett  | kiesett  | 3:01,173   | 28.                      |
| Tatyjana Ivanova                           | Női egyes   | 58,733        | 5.            | 58,683   | 4.       | 58,461   | 3.       | 58,630   | 5.       | 3:54,507   | 3. helyezett, bronzérmes |
| Jekatyerina Katnyikova                     | Női egyes   | nem ért célba | nem ért célba | kiesett  | kiesett  | kiesett  | kiesett  | kiesett  | kiesett  | kiesett    | –                        |
| Andrej Bogdanov Jurij Prohorov             | Kettes      | 59,376        | 11.           | 59,132   | 11.      |          |          |          |          | 1:58,508   | 10.                      |
| Alekszandr Gyenyiszjev Vlagyiszlav Antonov | Kettes      | 59,040        | 9.            | 58,953   | 6.       |          |          |          |          | 1:57,993   | 8.                       |

| Versenyző                                                                   | Versenyszám  | Női      | Női   | Férfi    | Férfi | Kettes   | Kettes | Összesítés | Összesítés |
| Versenyző                                                                   | Versenyszám  | Idő      | Hely. | Idő      | Hely. | Idő      | Hely.  | Idő        | Helyezés   |
| --------------------------------------------------------------------------- | ------------ | -------- | ----- | -------- | ----- | -------- | ------ | ---------- | ---------- |
| Tatyjana Ivanova Roman Repilov Alekszandr Gyenyiszjev / Vlagyiszlav Antonov | Vegyes váltó | 1:00,147 | 3.    | 1:01,757 | 4.    | 1:02,763 | 6.     | 3:04,667   | 4.         |

## Szkeleton
| Versenyző             | Versenyszám | 1. futam | 1. futam | 2. futam | 2. futam | 3. futam | 3. futam | 4. futam | 4. futam | Összesítés | Összesítés |
| Versenyző             | Versenyszám | Idő      | Hely.    | Idő      | Hely.    | Idő      | Hely.    | Idő      | Hely.    | Idő        | Helyezés   |
| --------------------- | ----------- | -------- | -------- | -------- | -------- | -------- | -------- | -------- | -------- | ---------- | ---------- |
| Danyiil Romanov       | Férfi       | 1:02,47  | 24.      | 1:02,60  | 23.      | 1:02,20  | 23.      | kiesett  | kiesett  | 3:07,27    | 23.        |
| Jevgenyij Rukoszujev  | Férfi       | 1:00,48  | 4.       | 1:00,72  | 6.       | 1:00,56  | 7.       | 1:00,64  | 8.       | 4:02,40    | 6.         |
| Alekszandr Tretyjakov | Férfi       | 1:00,36  | 2.       | 1:00,84  | 8.       | 1:00,37  | 3.       | 1:00,42  | 4.       | 4:01,99    | 4.         |
| Julija Kanakina       | Női         | 1:02,56  | 11.      | 1:02,95  | 13.      | 1:02,24  | 9.       | 1:02,34  | 10.      | 4:10,09    | 11.        |
| Jelena Nyikityina     | Női         | 1:02,92  | 18.      | 1:03,07  | 17.      | 1:02,51  | 15.      | 1:02,37  | 12.      | 4:10,87    | 16.        |
| Alina Tararicsenkova  | Női         | 1:02,74  | 16.      | 1:02,86  | 11.      | 1:02,43  | 13.      | 1:02,79  | 17.      | 4:10,82    | 15.        |